# 中島みゆき
中島 みゆき（なかじま みゆき、1952年〈昭和27年〉2月23日 - ）は、日本のシンガーソングライター、ラジオパーソナリティ。本名、中島 美雪（読み同じ）。
北海道札幌市出身。所属事務所はヤマハミュージックエンタテインメントホールディングス。公式ファンクラブ名は「なみふく」。
1975年にシングル『アザミ嬢のララバイ』でデビュー。オリコンにおいて、4つの年代にわたってシングルチャート1位を獲得した唯一のソロ・アーティストであり、他のアーティストへの提供曲が、5つの年代にわたってオリコンシングルチャート1位を獲得している（後述参照）。また、自身の歌唱も含めると、作詞・作曲を手掛けた作品が5つの年代にわたってオリコンシングルチャート1位を獲得したことになる。

## 経歴

### 幼年期 - デビュー前
祖父は帯広市議会議長などを務めた中島武市で、初代大蔵次官である郷純造男爵の甥。父・中島眞一郎は北海道帝国大学医学部出身の産婦人科医で中島産婦人科院長。
札幌市に生まれ、5歳の時に岩内に引っ越し、11歳までを過ごす。帯広に移り、市立帯広小学校を卒業、市立帯広第三中学校（現・帯広市立翔陽中学校）に入学する。1966年の夏には体調不良の母親が実家で一時療養するのに合わせて山形市に移り、市立第六中学校に通うが、高校受験のため4カ月で帯広に戻る。帯広柏葉高校に入学、高校3年時の文化祭（第20回柏葉祭・1969年9月1日）で初めてステージを踏む。当時は女性への侮蔑意識が残っており、女学生がステージに上がるというだけでヤジやトイレットペーパーが飛び交った。そんな混乱の中、中島はオリジナル曲「鶫の唄」を歌いきった。ステージを降りた瞬間、それまで話したこともなかった女学生が「すごかったよ！」と駆け寄ってきた。これが中島の原体験となった。
藤女子大学文学部国文学科在学時は放送研究会に所属し、ローカルラジオ局でスタッフのアルバイトなどをする。北海道大学フォークソングのメンバーと交流を持ち活発に音楽活動を展開、「コンテスト荒らし」の異名をとった。「フォーク音楽祭札幌予選」では「私の窓から」を歌っている。1972年には「フォーク音楽祭全国大会」に出場し、「あたし時々おもうの」で入賞している。この時の音源は大会実況版としてLP化されている。後年、コンテストに出場したのは交通費や弁当代が支給されるので、バイト代わりであったと述べている。
大学卒業後は帯広に帰り、家業を手伝うかたわら、アマチュア活動を続ける。ジャズ喫茶オーディオのマスター、渡辺晃が主催した「自由集団」の企画で多くのステージを踏んでいる。デビュー前に地元では既に多くのファンを獲得しており、オリジナル曲は既に100曲以上存在していたが、それらの一部は現在でも音源化はされていない（後述の「未音源化楽曲」を参照）。

### デビュー - 1970年代後半
1975年5月、財団法人ヤマハ音楽振興会の主催による『第9回ポピュラーソング・コンテスト』に「傷ついた翼」が入賞。9月には「アザミ嬢のララバイ」でキャニオン・レコードからレコードデビューを果たす。1975年10月の『第10回ポピュラーソング・コンテスト』に「傷ついた翼」から急遽差し替えた「時代」によってグランプリを受賞し、11月の『第6回世界歌謡祭』でもグランプリを受賞した。「時代」は12月に2作目のシングルとして発売。これをきっかけにミュージシャンとしての実力をヤマハミュージックの川上源一に見出される。その後中島は川上を現在に至るまで師父のように仰いでおり、中島のアルバムには、今日に至るまで、スタッフが記載されたクレジットに「DAD 川上源一」と記載されている。ヤマハ育ちでも、ヒットが出ると離れていくミュージシャンが多い中で、中島はヤマハをそのまま自分の拠点としている数少ないミュージシャンである。
1976年4月、ファースト・アルバム『私の声が聞こえますか』を発表。その後現在まで、1年につきアルバム約1枚のペースでコンスタントに作品を発表し続けている。同年には研ナオコに提供したシングル「LA-LA-LA」と「あばよ」が大ヒット、ソングライターとしての名を世間に知らしめる。同年大晦日『第27回NHK紅白歌合戦』で研ナオコが「LA-LA-LA」で出場、一挙に認知度を広める。翌1977年には歌手としても「わかれうた」が70万枚を超えるセールスを記録し、ミュージシャンとしての地位を確固たるものにした。作詞家・作曲家としても、先述の研ナオコに提供した「かもめはかもめ」をはじめ、桜田淳子「しあわせ芝居」、増田けい子「すずめ」など数多くのヒット曲を世に送り出し、大きな成功を収めた。
数少ない出演番組の一つとして1977年から放送された『コッキーポップ』がある。その中で披露された「時代」では第6回世界歌謡祭グランプリ受賞の様子がインサートされ、「この空を飛べたら」においては加藤登紀子と共演している。
歌手としてのブレイク曲「わかれうた」が収録されていた1978年発表の4枚目のアルバム『愛していると云ってくれ』には「世情」という楽曲が収められている。1981年にTBS系ドラマ『3年B組金八先生』の劇中に使用されて大きな話題を呼び、シングルカットされなかったにもかかわらず中島の初期の代表曲の一つとなっている。『親愛なる者へ』以降、1985年発表のアルバム『miss M.』までの8枚のスタジオ録音アルバムは連続でオリコンのアルバムチャートで1位を獲得している。1977年発表のアルバム『あ・り・が・と・う』から1996年発表のアルバム『パラダイス・カフェ』までの22枚のスタジオ収録アルバムは連続で同チャートで10位以内を獲得している。

### 1980年代
1979年、ニッポン放送『中島みゆきのオールナイトニッポン』（月曜1部）がスタートし、番組においての軽妙な語り口がリスナーの間で大きな人気を集めた。1980年代前半にはミュージシャンとしてさらに大きな人気を集めており、1981年のシングル「悪女」はオリコンのシングルチャートで自身2度目の1位を獲得し、1982年の年間チャートでも6位を記録、この曲のアルバム・バージョンが収録された1982年発表のアルバム『寒水魚』が同年のオリコンの年間アルバムチャートで1位を記録するなど、1981年から1982年にかけてはその人気はピークに達した。1983年には柏原芳恵に提供した「春なのに」が大ヒットし、第25回日本レコード大賞の作曲賞を受賞した。
以降アルバム・セールスは下降線を辿り、1980年代中期から後期にかけてはサウンド・アプローチや作風そのものについてもひたすら模索する時代が続いた。甲斐バンドの甲斐よしひろやクリスタルキングなどをプロデューサーに迎えてアルバムを制作したり、テッド・ジェンセンやラリー・アレキサンダーなどによるニューヨークでのミキシングなどに臨んでいる。1985年発表のシングル「つめたい別れ」ではスティーヴィー・ワンダーの吹くハーモニカを大々的にフィーチャーしている。中島は後年になって模索に励んだ1980年代中期を振り返り、「御乱心の時代」と称している。自らのレコード・セールスが伸び悩む一方で、職業作家としては工藤静香の「MUGO・ん…色っぽい」、「黄砂に吹かれて」などの作詞を担当した。
「御乱心の時代」は、1988年のアルバム『グッバイガール』のプロデュースを手がけた瀬尾一三との出会いによって収まることとなる。中島にとって「これまで自分がやってきたあらゆるスタイルに対処してくれる」という瀬尾は適任らしく、現在に至るまでの全てのオリジナルアルバムでアレンジ、プロデュース、演奏に携わっている。1989年からは、瀬尾が音楽監督として名を連ねる演劇とコンサートを融合した舞台「夜会」（やかい）をBunkamuraシアターコクーンで毎年12月に上演するようになる。「夜会」は中島にとってのライフワークともいえる舞台となり、1998年に一旦、年一回の公演という形を終了し、その後は不定期で上演されている。

### 1990年代
1990年代の日本の音楽業界では、テレビドラマやCMとのタイアップによってミリオンセラーを記録するシングルが後を絶たなかった。中島みゆきも例に漏れず、ドラマ『親愛なる者へ』の主題歌「浅い眠り」をはじめとする3枚のミリオンヒットを記録している。なかでも安達祐実主演の日本テレビ系列『家なき子』の主題歌として書き下ろされた1994年の「空と君のあいだに」は147万枚のセールスを記録した。1983年発表のアルバム『予感』収録曲「ファイト!」との両A面扱いで発売されたこのシングルは、中島にとっての最大級のベストセラーである。
この時期のアルバムはシングルほど芳しい成果を上げるわけではなかったものの、1980年代後半よりも安定した成績を収めた。『EAST ASIA』から『パラダイス・カフェ』までの5作は全て20万枚以上のセールスとなっている。1996年にはベストアルバム『大吟醸』がオリコンのアルバムチャートで1位を獲得し、日本における女性ソロアーティストのアルバムチャート1位獲得の当時の最高齢記録を更新した。
1989年から始めた舞台「夜会」に自身がかけるウェートはより大きくなり、1995年以降に上演されたものは書き下ろしの新曲を中心に構成され、より大掛かりなものへと変貌を遂げた。
1999年には文部科学省の国語審議会委員を務めた。この審議会の委員を務めた（シンガー・ソングライター）歌手は中島みゆきだけである。

### 2000年代以降 -
2000年には25年にわたって在籍したポニーキャニオンを離れ、当時創設されたばかりで自らが取締役・主要株主として経営にも参画するミニ・メジャーのレコード会社・ヤマハミュージックコミュニケーションズに移籍。以降現在に至るまでヤマハから作品を発表している。
移籍後最初にリリースされた中島のシングルが、NHKのテレビ番組『プロジェクトX〜挑戦者たち〜』の主題歌「地上の星/ヘッドライト・テールライト」である。中島の作品にこれまで馴染みの薄かった中高年層のサラリーマンを中心に大きな人気を集め、最終的にオリコンのウィークリーシングルチャートTOP100に連続174週にわたってランクインするという驚異的な記録を打ち立てた。
発売当初は話題にならなかったが、『プロジェクトX』の人気が高まるとともに注目され、アルバム『短篇集』には、1曲目が「地上の星」、ラストが「ヘッドライト・テールライト」という構成で収録された。このアルバムの発売にあたっては、ジャケットの仕様をめぐり岩波書店からクレームがつき、発売直前になって急遽デザインが差し替えられるというハプニングも起こった。
このロングヒットをきっかけに中島は2002年の第53回NHK紅白歌合戦に出場。『プロジェクトX』内でもとりあげられた黒部ダム（黒部川第四発電所）からの中継で「地上の星」を歌った。このときに初めて「動く中島みゆき」を見た人も多く、番組中最高の歌手別視聴率（52.8%：ビデオリサーチ調べ/関東地区）を記録。極寒の中で極度の緊張から2番の歌詞を間違えたにもかかわらず反響は大きく、「地上の星/ヘッドライト・テールライト」は翌年1月、発売から2年半近くを経てシングルチャートナンバーワンに輝いた。これはオリコン始まって以来のリリース後最長期間（130週）を経た1位獲得記録である。同時に、1970年代 - 2000年代まで4年代連続の1位獲得となった。
2005年12月28日には『プロジェクトX』の最終回に出演。スタジオで同番組エンディングテーマ「ヘッドライト・テールライト」を熱唱した。その影響で2006年1月16日、「地上の星/ヘッドライト・テールライト」は、2004年2月2日以来のオリコンシングルチャート100位圏内返り咲き（66位）を達成。通算オリコンシングルチャート100位圏内チャートイン記録を183週に延ばした。
1990年代前半から本格的に行うようになった海外でのレコーディングは2000年代からは主流となっている。近年では、アレンジ等にベックの父親として知られるデヴィッド・キャンベルや、ヴィニー・カリウタ、ニール・スチューベンハウス、マイケル・トンプソンなどといった有名スタジオ・ミュージシャンを迎えてアルバムを制作するのが毎年恒例となっている。
1998年に一旦休止した「夜会」は2000年から再び不定期で行われるようになり、2006年の「Vol.14 24時着00時発」は、東京においてはこれまでのシアターコクーンではなく青山劇場で、大阪では初めてシアターBRAVA!において上演された。
2006年、第56回芸術選奨 文部科学大臣賞を受賞した。「コンサートツアー2005」が評価されてのこと。シンガーソングライターとしては初の受賞者。同年には、TOKIOに提供した「宙船（そらふね）」の作詞が評価され、第48回日本レコード大賞の作詩賞を受賞した。
2007年8月から新設のヤマハミュージックアーティスト（現：ヤマハミュージックエンタテインメントホールディングス）がマネジメントを行う。秋には2年ぶりの全国ツアー「コンサートツアー2007」が行われた。
2009年11月3日、紫綬褒章を受章。中島は受章に際して、
| 「 | 思いがけずうれしいことの表現に『棚からボタ餅』と申しますが、今の私の気持ちは『棚から本マグロ』くらいの驚きでございます。ふつう、何かを頂けそうな場合には2度くらいは辞退して、それでもとおっしゃるならちょうだいするのがマナーなのでございましょうが、褒章となりますと『ふつう』ではないことですので、辞退なんかしたら二度とこんな機会はないかもと思いまして、即座に『いただきます!』と、お返事してしまいました。 | 」 |
| —  | |    |

とコメントした。
2010年10月から2011年1月まで3年ぶりの全国ツアー「中島みゆきTOUR2010」が27公演9会場で行われた。このツアーから各公演の様子を伝えるTwitterを開始した。
2012年10月から2013年2月まで全国ツアー「中島みゆき縁会2012〜3」が27公演12会場で行われた。また、2013年11月から12月まで「夜会工場」と称するガラコンサートを開催した。
2014年9月よりNHK連続テレビ小説『マッサン』の主題歌として「麦の唄」が使用され、同年12月31日の第65回NHK紅白歌合戦にも出場し、同曲を歌った。中島にとっては2002年以来12年ぶり、2回目の紅白歌合戦出場となった。
2023年9月15日に公開されるアニメーション映画『アリスとテレスのまぼろし工場』の主題歌に『心音（しんおん）』が採用された。中島にとって、キャリア初のアニメソングとなった。

## 概要

### 楽曲
歌詞
中島みゆきの曲には、日常風景の一部を切り取り、そこを行き来する男と女や働く人々をテーマにし、その一人一人にスポットライトを当て、その心情を曲にのせるものが多い。非常に巧みな比喩表現を用いており、聞き手によってそれぞれ異なった意味を受け取ることができる。普遍的なテーマを歌詞にしていることも非常に多い。例えば、1991年発売のアルバム『歌でしか言えない』収録曲の「永久欠番」。この曲は、「人は誰しも唯一無二の存在である」ということをテーマにした曲で、東京書籍発行の中学校用の教科書『新しい国語3』に引用されている。
対照的に、工藤静香に提供した「MUGO・ん…色っぽい」や西田ひかるに提供した「きっと愛がある」のように軽いノリの詞も存在する。ただし、この2曲に関しては、いずれもCMのキャッチコピーにひっかける方が望ましいと中島が指示を受けていた経緯がある。
大学の卒業論文では谷川俊太郎を論じており、現代詩からの影響が濃い。また、中島みゆき自身の歌詞が現代詩の一つとして扱われ名詩選に収録されていることもある。
歌唱法
基本的に、深いブレスと力強い声質を生かして朗々と歌い上げる。曲によって、また曲の中でも情景や詞が含む感情によって、いくつもの声色を使い分けている。例として、「地上の星」と「ヘッドライト・テールライト」の歌い回しの違いが挙げられる。同じアルバムの中でももっと声質の大きく異なる曲が収録されることも多い。歌っているときの声と普段の喋り声とのギャップも著しい。転調が得意であるため、転調する曲が多い。例として、「浅い眠り」と「空と君のあいだに」が挙げられる。尚、中島みゆきのオールナイトニッポンでは、歌唱時の細かいビブラートを『ちりめんビブラート』と称しており、揶揄している。

### 記録
| 年代     | 曲名                                | 1位獲得年 |
| -------- | ----------------------------------- | --------- |
| 1970年代 | わかれうた                          | 1977年    |
| 1980年代 | 悪女                                | 1981年    |
| 1990年代 | 空と君のあいだに/ファイト!          | 1994年    |
| 1990年代 | 旅人のうた                          | 1995年    |
| 2000年代 | 地上の星/ヘッドライト・テールライト | 2003年    |

- 他のアーティストへの提供曲が、5つの年代にわたってオリコンシングルチャート1位を獲得している。

| 年代     | 曲名               | アーティスト名      | 1位獲得年 |
| -------- | ------------------ | ------------------- | --------- |
| 1970年代 | あばよ             | 研ナオコ            | 1976年    |
| 1980年代 | FU-JI-TSU          | 工藤静香            | 1988年    |
| 1980年代 | MUGO・ん…色っぽい  | 工藤静香            | 1988年    |
| 1980年代 | 黄砂に吹かれて     | 工藤静香            | 1989年    |
| 1990年代 | 私について         | 工藤静香            | 1990年    |
| 1990年代 | 慟哭               | 工藤静香            | 1993年    |
| 2000年代 | 宙船（そらふね）   | TOKIO               | 2006年    |
| 2010年代 | 泣いてもいいんだよ | ももいろクローバーZ | 2014年    |

- アルバム・シングルを併せたレコード・CDのトータルセールスでは、2005年までの時点で2131万枚。女性ソロ・ミュージシャンとしては歴代8位。女性シンガーソングライターとしては5位。
- オリコンアルバムチャートでベスト10入りした枚数では、矢沢永吉、松任谷由実、浜崎あゆみ、松田聖子に次いで歴代5位（2015年現在）。
- 「地上の星/ヘッドライト・テールライト」がオリコンウィークリーチャート100位以内に連続してチャートインした週数では歴代1位（2011年現在）。
- 50歳以上で週間オリコン・シングルチャートで1位を記録した女性歌手は秋元順子と松任谷由実と中島の3人だけである（2015年現在）。
- 2025年3月20日、オリコン週間DVDランキングで「中島みゆきコンサート「歌会VOL.1」」が初登場1位を獲得。73歳1ヵ月でのDVD1位獲得は、女性ソロアーティストによる「DVD1位歴代最年長」記録で歴代単独1位[19]。

### ライバル
松任谷由実は、かつて「ライバルは?」と聞かれ「中島みゆきさん」と答え、テレビ・ラジオなどでは「みゆき」と呼ぶ。逆に中島は、『中島みゆき お時間拝借』で「松任谷」と呼んでいた（中島は松任谷より2歳上）。
1980年代以降、トレンドに合わせた楽曲でヒットを飛ばす松任谷由実と、己の道を行く中島みゆきを「月と太陽」「光と影」とするような対比が多く見られ、ユーミンは「恋愛歌の女王」、中島みゆきは「失恋歌の女王」、「女の情念を歌わせたら日本一」などとよく形容された。当人同士は、そうした周囲の対比をさほど気にもかけていない様子である。同年代で交友もあり（ユーミンの夫松任谷正隆が中島の曲のアレンジを担当したこともある）、互いに認め合っている。
1984年、中島のコンサートツアー「明日を撃て!」のパンフレットに寄稿した松任谷は、「私がせっかく乾かした洗濯物を、またじとーっとしめらせてしまう、こぬか雨のよう」と中島の音楽を評し、「でも、そうやってこれからも一緒に、日本の布地に風合いを出していきましょう」と締めくくっている。中島は自身の著書『愛が好きです』の中で松任谷のことを「尊敬している」と語っている。
2人はこれまでにラジオで7回対談している。『中島みゆきのオールナイトニッポン』（1980年6月9日、1983年6月13日）『ミュージック・パスポート』（1982年3月7日）、『松任谷由実 サウンドアドベンチャー』（1994年10月23日）、インターネットラジオ『ウィークエンドスペシャル 松任谷由実はじめました』（2001年8月24日）など。
2020年11月27日にユーミンがテレビ番組『中居正広の金曜日のスマイルたちへ』に出演した際、司会の中居正広から「同じ世代のミュージシャンを、どう思ってるか。例えば、ピンポイントで中島みゆきさん。」と質問した際も、ユーミンは「すごいと思いますよ。すごい楽曲を生み出してるなって。世界観がすごいなと思いますね。」と中島への賛辞を評し、他にも「仲が悪い方が人は面白いかもしれないけれど、すごい好きですよ、彼女のこと。」、「彼女も私のこと好きだと思います。」と答えた。
また、ライバルというよりも戦友的存在の一人として、谷山浩子も挙げられる。谷山も中島と同じくヤマハ・ポプコン出身ということや、オールナイトニッポンの構成作家が同じということから交友があり、谷山が出演していたラジオ番組『谷山浩子のオールナイトニッポン』（木曜二部）にたびたび出演するほか、後年、『夜会 ウィンターガーデン』(2000年)でも共演している。

### コンサート
コンサートは現在でも、2000人～3000人規模のホールを中心に行っており、原則アリーナクラス以上の会場では公演を行わない。過去に両国国技館、横浜アリーナ、大阪城ホールでは行ったことがあるが、日本武道館では一度も公演を行なったことがない。

## 海外における知名度
MTVチャイニーズのホームページ内「音楽評論家のアフターヌーンティー」コーナーには「中島みゆきの創作力は、広く認められている。彼女の作品は、常に香港や台湾の歌手にカバーされ、日本のみならず、アジア全域に中島みゆきの音楽が行き渡ったと言っても過言ではない」と書かれている。
膨大な数のカバー曲や、日本音楽業界との密接な関わりにより、中島のニュースは時々台湾の新聞でも見かけられる。『中国時報』、『聯合報』の両新聞社の情報バンクだけを取り上げても、ここ十年間における中島に関する報道は、年間20件 - 30件ある。
台湾の詩人曾淑美は、文学雜誌で中島みゆきに関する評論を載せ、香港の評論家湯禎兆も蘋果日報に「中島みゆきの名にちなむ」という文章で中島を紹介した。作家劉黎兒も中島の長年のファンとして知られ、自身の作品の中に、幾度も中島のことや歌を書き上げたことがある。

## ディスコグラフィ

### シングル
|                                        | 発売日                         | タイトル                              | カップリング                                      | 形態                           | 製造番号                       | 順位                           |
| キャニオン・レコード AARD-VARK         | キャニオン・レコード AARD-VARK | キャニオン・レコード AARD-VARK        | キャニオン・レコード AARD-VARK                    | キャニオン・レコード AARD-VARK | キャニオン・レコード AARD-VARK | キャニオン・レコード AARD-VARK |
| -------------------------------------- | ------------------------------ | ------------------------------------- | ------------------------------------------------- | ------------------------------ | ------------------------------ | ------------------------------ |
| 1st                                    | 1975年9月25日                  | アザミ嬢のララバイ                    | さよなら さよなら                                 | EP                             | AV-69                          | 38位                           |
| 2nd                                    | 1975年12月21日                 | 時代                                  | 傷ついた翼                                        | EP                             | AV-74                          | 14位                           |
| 3rd                                    | 1976年3月25日                  | こんばんわ                            | 強い風はいつも                                    | EP                             | AV-79                          | 184位                          |
| 4th                                    | 1976年7月25日                  | 夜風の中から                          | 忘れられるものならば                              | EP                             | V-2                            | 151位                          |
| 5th                                    | 1977年9月10日                  | わかれうた                            | ホームにて                                        | EP                             | V-22                           | 1位                            |
| 6th                                    | 1978年8月21日                  | おもいで河                            | ほうせんか                                        | EP                             | V-30                           | 19位                           |
| 7th                                    | 1979年9月21日                  | りばいばる                            | ピエロ                                            | EP                             | V-44                           | 11位                           |
| 8th                                    | 1980年2月5日                   | かなしみ笑い                          | 霧に走る                                          | EP                             | V-46                           | 11位                           |
| 9th                                    | 1980年10月21日                 | ひとり上手                            | 悲しみに                                          | EP                             | 7A-0025                        | 6位                            |
| 10th                                   | 1981年3月21日                  | あした天気になれ                      | 杏村から                                          | EP                             | 7A-0059                        | 25位                           |
| 11th                                   | 1981年10月21日                 | 悪女                                  | 笑わせるじゃないか                                | EP                             | 7A-0122                        | 1位                            |
| 12th                                   | 1982年4月5日                   | 誘惑                                  | やさしい女                                        | EP                             | 7A-0166                        | 2位                            |
| 13th                                   | 1982年9月21日                  | 横恋慕                                | 忘れな草をもう一度                                | EP                             | 7A-0215                        | 2位                            |
| 14th                                   | 1983年10月21日                 | あの娘                                | 波の上                                            | EP                             | 7A-0325                        | 5位                            |
| 15th                                   | 1984年3月21日                  | ひとり                                | 海と宝石                                          | EP                             | 7A-0362                        | 5位                            |
| 16th                                   | 1985年9月18日                  | 孤独の肖像                            | 100人目の恋人                                     | EP                             | 7A-0515                        | 6位                            |
| 17th                                   | 1985年12月21日                 | つめたい別れ                          | ショウ・タイム                                    | 12inch                         | C12A-0468                      | 7位                            |
| 18th                                   | 1986年6月5日                   | あたいの夏休み                        | 噂                                                | EP                             | 7A-0588                        | 14位                           |
| 19th                                   | 1986年9月21日                  | 見返り美人                            | どこにいても                                      | EP                             | 7A-0629                        | 16位                           |
| 19th                                   | 1986年9月21日                  | 見返り美人                            | どこにいても                                      | CT                             | 10P-3018                       | -位                            |
| 20th                                   | 1986年11月21日                 | やまねこ                              | シーサイド・コーポラス                            | EP                             | 7A-0669                        | 43位                           |
| 20th                                   | 1986年11月21日                 | やまねこ                              | シーサイド・コーポラス                            | CT                             | 10P-3038                       | -位                            |
| ポニーキャニオン AARD-VARK             |                                |                                       |                                                   |                                |                                |                                |
| 21st                                   | 1987年10月5日                  | 御機嫌如何                            | シュガー                                          | EP                             | 7A-0779                        | 14位                           |
| 21st                                   | 1987年10月5日                  | 御機嫌如何                            | シュガー                                          | CT                             | 10P-3160                       | -位                            |
| 22nd                                   | 1988年2月26日                  | 仮面                                  | 熱病 (New Version)                                | EP                             | 7A-0828                        | 23位                           |
| 22nd                                   | 1988年2月26日                  | 仮面                                  | 熱病 (New Version)                                | 8cmCD                          | S10A-0011                      | 23位                           |
| 22nd                                   | 1988年2月26日                  | 仮面                                  | 熱病 (New Version)                                | CT                             | 10P-13208                      | -位                            |
| 23rd                                   | 1988年10月21日                 | 涙 -Made in tears-                    | 空港日誌                                          | EP                             | 7A-0918                        | 18位                           |
| 23rd                                   | 1988年10月21日                 | 涙 -Made in tears-                    | 空港日誌                                          | 8cmCD                          | S10A-0207                      | 18位                           |
| 23rd                                   | 1988年10月21日                 | 涙 -Made in tears-                    | 空港日誌                                          | CT                             | 10P-13299                      | -位                            |
| 24th                                   | 1989年3月15日                  | あした                                | グッバイガール                                    | EP                             | 7A-0956                        | 18位                           |
| 24th                                   | 1989年3月15日                  | あした                                | グッバイガール                                    | 8cmCD                          | S10A-0240                      | 18位                           |
| 24th                                   | 1989年3月15日                  | あした                                | グッバイガール                                    | CT                             | 10P-13331                      | -位                            |
| 25th                                   | 1990年8月21日                  | with                                  | 笑ってよエンジェル                                | 8cmCD                          | PCDA-00105                     | 29位                           |
| 25th                                   | 1990年8月21日                  | with                                  | 笑ってよエンジェル                                | CT                             | PCSA-00076                     | -位                            |
| 26th                                   | 1991年6月5日                   | トーキョー迷子                        | 見返り美人 (New Version)                          | 8cmCD                          | PCDA-00190                     | 25位                           |
| 26th                                   | 1991年6月5日                   | トーキョー迷子                        | 見返り美人 (New Version)                          | CT                             | PCSA-00130                     | -位                            |
| 27th                                   | 1992年3月4日                   | 誕生 / Maybe                          |                                                   | 8cmCD                          | PCDA-00287                     | 13位                           |
| 27th                                   | 1992年3月4日                   | 誕生 / Maybe                          | CT                                                | PCSA-00191                     | -位                            |                                |
| 28th                                   | 1992年7月29日                  | 浅い眠り                              | 親愛なる者へ                                      | 8cmCD                          | PCDA-00341                     | 2位                            |
| 28th                                   | 1992年7月29日                  | 浅い眠り                              | 親愛なる者へ                                      | CT                             | PCSA-00218                     | -位                            |
| 29th                                   | 1993年4月21日                  | ジェラシー・ジェラシー                | 兆しのシーズン                                    | 8cmCD                          | PCDA-00432                     | 22位                           |
| 29th                                   | 1993年4月21日                  | ジェラシー・ジェラシー                | 兆しのシーズン                                    | CT                             | PCSA-00254                     | -位                            |
| 30th                                   | 1993年12月1日                  | 時代 / 最後の女神                     |                                                   | 8cmCD                          | PCDA-00510                     | 22位                           |
| 30th                                   | 1993年12月1日                  | 時代 / 最後の女神                     | CT                                                | PCSA-00277                     | -位                            |                                |
| 31st                                   | 1994年5月14日                  | 空と君のあいだに / ファイト!          | 8cmCD                                             | PCDA-00563                     | 1位                            |                                |
| 32nd                                   | 1995年5月19日                  | 旅人のうた                            | 8cmCD                                             | SE・TSU・NA・KU・TE            | 1位                            | PCDA-00721                     |
| 33rd                                   | 1996年11月21日                 | たかが愛                              | 8cmCD                                             | 目を開けて最初に君を見たい     | PCDA-00923                     | 32位                           |
| 34th                                   | 1997年11月7日                  | 愛情物語                              | 8cmCD                                             | 幸せ                           | PCDA-01006                     | 28位                           |
| 35th                                   | 1998年2月4日                   | 命の別名 / 糸                         | 8cmCD                                             |                                | PCDA-01032                     | 12位                           |
| 36th                                   | 1998年10月7日                  | 瞬きもせず                            | 私たちは春の中で 瞬きもせず (MOVIE THEME VERSION) | Maxi                           | PCCA-01247                     | 22位                           |
| ヤマハミュージックコミュニケーションズ |                                |                                       |                                                   |                                |                                |                                |
| 37th                                   | 2000年7月19日                  | 地上の星 / ヘッドライト・テールライト |                                                   | Maxi                           | YCDW-00001                     | 1位                            |
| 38th                                   | 2003年7月23日                  | 銀の龍の背に乗って                    | 恋文                                              | Maxi                           | YCDW-00014                     | 4位                            |
| 39th                                   | 2006年2月1日                   | 帰れない者たちへ                      | 命のリレー（'04 夜会ヴァージョン）                | Maxi                           | YCCW-30007                     | 35位                           |
| 40th                                   | 2007年7月11日                  | 一期一会                              | 昔から雨が降ってくる                              | Maxi                           | YCCW-30011                     | 11位                           |
| 41st                                   | 2009年11月4日                  | 愛だけを残せ                          | 闘りゃんせ                                        | Maxi                           | YCCW-30023                     | 15位                           |
| 42nd                                   | 2011年10月26日                 | 荒野より                              | バクです                                          | Maxi                           | YCCW-30027                     | 11位                           |
| 43rd                                   | 2012年10月10日                 | 恩知らず                              | 時代 -ライヴ 2010〜11-                            | Maxi                           | YCCW-30029                     | 12位                           |
| 44th                                   | 2014年10月29日                 | 麦の唄                                | 泣いてもいいんだよ                                | Maxi                           | YCCW-30041                     | 5位                            |
| 45th                                   | 2017年8月23日                  | 慕情                                  | 人生の素人（しろうと）                            | Maxi                           | YCCW-30064                     | 8位                            |
| 46th                                   | 2019年9月25日                  | 離郷の歌 / 進化樹                     |                                                   | Maxi                           | YCCW-30079                     | 13位                           |
| 47th                                   | 2022年12月14日                 | 俱に / 銀の龍の背に乗って             | YCCW-30087                                        | Maxi                           | 8位                            |                                |
| 48th                                   | 2023年9月13日                  | 心音                                  | 有謬の者共                                        | Maxi                           | YCCW-30088                     | 15位                           |

### アルバム
|                                        | 発売日                         | タイトル                                                | 形態                                | 製造番号                       | 順位                           |                                |
| キャニオン・レコード AARD-VARK         | キャニオン・レコード AARD-VARK | キャニオン・レコード AARD-VARK                          | キャニオン・レコード AARD-VARK      | キャニオン・レコード AARD-VARK | キャニオン・レコード AARD-VARK | キャニオン・レコード AARD-VARK |
| -------------------------------------- | ------------------------------ | ------------------------------------------------------- | ----------------------------------- | ------------------------------ | ------------------------------ | ------------------------------ |
| 1st                                    | 1976年4月25日                  | 私の声が聞こえますか                                    | LP                                  | AV-9001                        | 38位                           |                                |
| 1st                                    | 1976年4月25日                  | 私の声が聞こえますか                                    | CT                                  | -                              | -位                            |                                |
| 2nd                                    | 1976年10月25日                 | みんな去ってしまった                                    | LP                                  | VF-9003                        | 23位                           |                                |
| 2nd                                    | 1976年10月25日                 | みんな去ってしまった                                    | CT                                  | CF-9002                        | -位                            |                                |
| 3rd                                    | 1977年6月25日                  | あ・り・が・と・う                                      | LP                                  | VF-9012                        | 6位                            |                                |
| 3rd                                    | 1977年6月25日                  | あ・り・が・と・う                                      | CT                                  | CF-9037                        | -位                            |                                |
| 4th                                    | 1978年4月10日                  | 愛していると云ってくれ                                  | LP                                  | VX-9002                        | 2位                            |                                |
| 4th                                    | 1978年4月10日                  | 愛していると云ってくれ                                  | CT                                  | 25P-7001                       | -位                            |                                |
| 5th                                    | 1979年3月21日                  | 親愛なる者へ                                            | LP                                  | C25A-0031                      | 1位                            |                                |
| 5th                                    | 1979年3月21日                  | 親愛なる者へ                                            | CT                                  | 25P-7041                       | -位                            |                                |
| 6th                                    | 1979年11月21日                 | おかえりなさい                                          | LP                                  | C25A-0067                      | 2位                            |                                |
| 6th                                    | 1979年11月21日                 | おかえりなさい                                          | CT                                  | 25P-7089                       | -位                            |                                |
| 7th                                    | 1980年4月5日                   | 生きていてもいいですか                                  | LP                                  | C25A-0089                      | 1位                            |                                |
| 7th                                    | 1980年4月5日                   | 生きていてもいいですか                                  | CT                                  | 25P-7117                       | -位                            |                                |
| 8th                                    | 1981年3月5日                   | 臨月                                                    | LP                                  | C28A-0141                      | 1位                            |                                |
| 8th                                    | 1981年3月5日                   | 臨月                                                    | CT                                  | 28P-6042                       | -位                            |                                |
| 9th                                    | 1982年3月21日                  | 寒水魚                                                  | LP                                  | C28A-0208                      | 1位                            |                                |
| 9th                                    | 1982年3月21日                  | 寒水魚                                                  | CT                                  | 28P-6141                       | -位                            |                                |
| 10th                                   | 1983年3月5日                   | 予感                                                    | LP                                  | C28A-0260                      | 1位                            |                                |
| 10th                                   | 1983年3月5日                   | 予感                                                    | CT                                  | 28P-6215                       | -位                            |                                |
| 10th                                   | 1983年4月1日                   | 予感                                                    | CD                                  | D35A-0009                      | -位                            |                                |
| 11th                                   | 1984年10月24日                 | はじめまして                                            | LP                                  | C28A-0372                      | 1位                            |                                |
| 11th                                   | 1984年10月24日                 | はじめまして                                            | CT                                  | 28P-6367                       | -位                            |                                |
| 11th                                   | 1984年11月5日                  | はじめまして                                            | CD                                  | D35A-0043                      | -位                            |                                |
| 12th                                   | 1985年4月17日                  | 御色なおし                                              | LP                                  | C28A-0404                      | 1位                            |                                |
| 12th                                   | 1985年4月17日                  | 御色なおし                                              | CT                                  | 28P-6416                       | -位                            |                                |
| 12th                                   | 1985年4月21日                  | 御色なおし                                              | CD                                  | D32A-0073                      | -位                            |                                |
| 13th                                   | 1985年11月7日                  | miss M.                                                 | LP                                  | C28A-0450                      | 1位                            |                                |
| 13th                                   | 1985年11月7日                  | miss M.                                                 | CT                                  | 28P-6490                       | -位                            |                                |
| 13th                                   | 1985年11月7日                  | miss M.                                                 | CD                                  | D32A-0131                      | 2位                            |                                |
| ポニー AARD-VARK                       |                                |                                                         |                                     |                                |                                |                                |
| BEST                                   | 1985年12月15日                 | 中島みゆき THE BEST                                     | CT                                  | 36P-1333                       | -位                            |                                |
| キャニオン・レコード AARD-VARK         |                                |                                                         |                                     |                                |                                |                                |
| BEST                                   | 1986年1月5日                   | 中島みゆき THE BEST                                     | CD                                  | D32A-0155                      | 7位                            |                                |
| 14th                                   | 1986年11月12日                 | 36.5℃                                                   | LP                                  | C28A-0527                      | 2位                            |                                |
| 14th                                   | 1986年11月12日                 | 36.5℃                                                   | CT                                  | 28P-6604                       | -位                            |                                |
| 14th                                   | 1986年11月12日                 | 36.5℃                                                   | CD                                  | D32A-0241                      | 1位                            |                                |
| LIVE                                   | 1987年2月21日                  | 歌暦                                                    | CD                                  | D35A-0273                      | 1位                            |                                |
| COLLECTION                             | 1987年8月21日                  | Singles                                                 | CD                                  | D75A-0309                      | 5位                            |                                |
| COLLECTION                             | 1987年8月21日                  | Singles                                                 | CT                                  | 65P-1001                       | -位                            |                                |
| COLLECTION                             | 2024年1月17日                  | Singles                                                 | Blu-spec CD2                        | YCCW-10420~2                   |                                |                                |
| ポニーキャニオン AARD-VARK             |                                |                                                         |                                     |                                |                                |                                |
| 15th                                   | 1988年3月16日                  | 中島みゆき                                              | LP                                  | C28A-0625                      | 3位                            |                                |
| 15th                                   | 1988年3月16日                  | 中島みゆき                                              | CT                                  | 28P-6783                       | -位                            |                                |
| 15th                                   | 1988年3月16日                  | 中島みゆき                                              | CD                                  | D32A-0351                      | 2位                            |                                |
| 16th                                   | 1988年11月16日                 | グッバイガール                                          | LP                                  | C28A-0673                      | 1位                            |                                |
| 16th                                   | 1988年11月16日                 | グッバイガール                                          | CT                                  | 28P-6846                       | -位                            |                                |
| 16th                                   | 1988年11月16日                 | グッバイガール                                          | CD                                  | D32A-0400                      | 1位                            |                                |
| BEST                                   | 1989年3月21日                  | 中島みゆき PRESENTS BEST SELECTION 16                   | CD                                  | D32P-6339                      | 30位                           |                                |
| BEST                                   | 1989年3月21日                  | 中島みゆき PRESENTS BEST SELECTION 16                   | CT                                  | 30P-3137                       | -位                            |                                |
| 17th                                   | 1989年11月15日                 | 回帰熱                                                  | CD                                  | PCCA-00008                     | 2位                            |                                |
| 17th                                   | 1989年11月15日                 | 回帰熱                                                  | CT                                  | PCTA-00007                     | -位                            |                                |
| 18th                                   | 1990年6月13日                  | 夜を往け                                                | CD                                  | PCCA-00068                     | 3位                            |                                |
| 18th                                   | 1990年6月13日                  | 夜を往け                                                | CT                                  | PCTA-00049                     | -位                            |                                |
| 19th                                   | 1991年10月23日                 | 歌でしか言えない                                        | CD                                  | PCCA-00311                     | 4位                            |                                |
| 19th                                   | 1991年10月23日                 | 歌でしか言えない                                        | CT                                  | PCTA-00105                     | -位                            |                                |
| 19th                                   | 1991年10月23日                 | 歌でしか言えない                                        | APO                                 | PCCA-00315                     | 48位                           |                                |
| BEST                                   | 1992年4月1日                   | 中島みゆき BEST SELECTION II                            | CD                                  | PCCA-00360                     | 8位                            |                                |
| BEST                                   | 1992年4月1日                   | 中島みゆき BEST SELECTION II                            | CT                                  | PCTA-00132                     | -位                            |                                |
| 20th                                   | 1992年10月7日                  | EAST ASIA                                               | CD                                  | PCCA-00397                     | 2位                            |                                |
| 20th                                   | 1992年10月7日                  | EAST ASIA                                               | CT                                  | PCTA-00146                     | -位                            |                                |
| 20th                                   | 1992年10月7日                  | EAST ASIA                                               | APO                                 | PCCA-00398                     | 8位                            |                                |
| 21st                                   | 1993年10月21日                 | 時代-Time goes around-                                  | CD                                  | PCCA-00482                     | 4位                            |                                |
| 21st                                   | 1993年10月21日                 | 時代-Time goes around-                                  | CT                                  | PCTA-00172                     | -位                            |                                |
| 21st                                   | 1993年10月21日                 | 時代-Time goes around-                                  | APO                                 | PCCA-00483                     | 12位                           |                                |
| COLLECTION                             | 1994年4月21日                  | Singles II                                              | CD                                  | PCCA-00558                     | 6位                            |                                |
| COLLECTION                             | 1994年4月21日                  | Singles II                                              | CT                                  | PCTA-00200                     | -位                            |                                |
| COLLECTION                             | 1994年4月21日                  | Singles II                                              | APO                                 | PCCA-00559                     | 35位                           |                                |
| 22nd                                   | 1994年10月21日                 | LOVE OR NOTHING                                         | CD                                  | PCCA-00649                     | 1位                            |                                |
| 22nd                                   | 1994年10月21日                 | LOVE OR NOTHING                                         | CT                                  | PCTA-00212                     | -位                            |                                |
| 22nd                                   | 1994年10月21日                 | LOVE OR NOTHING                                         | APO                                 | PCCA-00650                     | 11位                           |                                |
| 23rd                                   | 1995年10月20日                 | 10 WINGS                                                | CD                                  | PCCA-00817                     | 8位                            |                                |
| 23rd                                   | 1995年10月20日                 | 10 WINGS                                                | CT                                  | PCTA-00231                     | -位                            |                                |
| 23rd                                   | 1995年10月20日                 | 10 WINGS                                                | APO                                 | PCCA-00818                     | 20位                           |                                |
| BEST                                   | 1996年3月21日                  | 大吟醸                                                  | CD                                  | PCCA-00897                     | 1位                            |                                |
| BEST                                   | 1996年3月21日                  | 大吟醸                                                  | CT                                  | PCTA-00239                     | -位                            |                                |
| BEST                                   | 1996年3月21日                  | 大吟醸                                                  | MD                                  | PCYA-00015                     | -位                            |                                |
| 24th                                   | 1996年10月18日                 | パラダイス・カフェ                                      | CD                                  | PCCA-00999                     | 7位                            |                                |
| 24th                                   | 1996年10月18日                 | パラダイス・カフェ                                      | APO                                 | PCCA-01000                     | 20位                           |                                |
| 25th                                   | 1998年3月18日                  | わたしの子供になりなさい                                | CD                                  | PCCA-01191                     | 8位                            |                                |
| 25th                                   | 1998年3月18日                  | わたしの子供になりなさい                                | APO                                 | PCCA-01192                     | -位                            |                                |
| 25th                                   | 1998年4月17日                  | わたしの子供になりなさい                                | LP                                  | PCJA-00029                     | -位                            |                                |
| CONCEPT                                | 1998年11月6日                  | 大銀幕                                                  | CD                                  | PCCA-01246                     | 6位                            |                                |
| CONCEPT                                | 1998年11月6日                  | 大銀幕                                                  | MD                                  | PCYA-00021                     | -位                            |                                |
| CONCEPT                                | 2019年1月30日                  | 大銀幕                                                  | CD+DVD （初回限定盤）               | YCCW-10355/B                   | 20位                           |                                |
| CONCEPT                                | 2019年1月30日                  | 大銀幕                                                  | CD                                  | YCCW-10356                     | 20位                           |                                |
| 26th                                   | 1999年11月3日                  | 日-WINGS                                                | CD                                  | PCCA-01378                     | 18位                           |                                |
| 26th                                   | 1999年11月3日                  | 日-WINGS                                                | APO                                 | PCCA-01379                     | 26位                           |                                |
| 27th                                   | 1999年11月3日                  | 月-WINGS                                                | CD                                  | PCCA-01380                     | 19位                           |                                |
| 27th                                   | 1999年11月3日                  | 月-WINGS                                                | APO                                 | PCCA-01381                     | 27位                           |                                |
| ヤマハミュージックコミュニケーションズ |                                |                                                         |                                     |                                |                                |                                |
| 28th                                   | 2000年11月15日                 | 短篇集                                                  | CD                                  | YCCW-00002                     | 7位                            |                                |
| 29th                                   | 2001年9月19日                  | 心守歌-こころもりうた                                   | CD                                  | YCCW-00029                     | 3位                            |                                |
| COLLECTION                             | 2002年4月17日                  | Singles 2000                                            | CD                                  | YCCW-00037                     | 3位                            |                                |
| 30th                                   | 2002年10月23日                 | おとぎばなし-Fairy Ring-                                | CD                                  | YCCW-00039                     | 5位                            |                                |
| 31st                                   | 2003年11月19日                 | 恋文                                                    | CD                                  | YCCW-00044                     | 10位                           |                                |
| 32nd                                   | 2004年11月17日                 | いまのきもち                                            | CD                                  | YCCW-10010                     | 8位                            |                                |
| LIVE                                   | 2005年3月23日                  | 中島みゆきライヴ! Live at Sony Pictures Studios in L.A. | SACD                                | YCCW-10014                     | 54位                           |                                |
| 33rd                                   | 2005年11月16日                 | 転生 TEN-SEI                                            | CD                                  | YCCW-10017                     | 12位                           |                                |
| CONCEPT                                | 2006年6月14日                  | 元気ですか                                              | CD                                  | YCCW-10026                     | 14位                           |                                |
| 34th                                   | 2006年11月22日                 | ララバイSINGER                                          | CD                                  | YCCW-10030                     | 10位                           |                                |
| 35th                                   | 2007年10月3日                  | I Love You, 答えてくれ                                  | CD                                  | YCCW-10037                     | 4位                            |                                |
| LIVE                                   | 2008年6月11日                  | 歌旅 -中島みゆきコンサートツアー2007-                   | CD                                  | YCBW-10047                     | 12位                           |                                |
| 36th                                   | 2009年11月18日                 | DRAMA!                                                  | CD                                  | YCCW-10106                     | 5位                            |                                |
| 37th                                   | 2010年10月13日                 | 真夜中の動物園                                          | CD                                  | YCCW-10121                     | 5位                            |                                |
| 38th                                   | 2011年11月16日                 | 荒野より                                                | CD                                  | YCCW-10160                     | 4位                            |                                |
| 39th                                   | 2012年10月24日                 | 常夜灯                                                  | CD                                  | YCCW-10179                     | 4位                            |                                |
| COLLECTION                             | 2013年11月20日                 | 十二単〜Singles 4〜                                     | CD+DVD （初回限定盤）               | YCCW-10205/B                   | 3位                            |                                |
| COLLECTION                             | 2013年11月20日                 | 十二単〜Singles 4〜                                     | CD                                  | YCCW-10206                     | 3位                            |                                |
| LIVE                                   | 2014年10月29日                 | 中島みゆき「縁会」2012〜3 -LIVE SELECTION-              | CD                                  | YCCW-10236                     | 13位                           |                                |
| 40th                                   | 2014年11月12日                 | 問題集                                                  | CD                                  | YCCW-10237                     | 4位                            |                                |
| 41st                                   | 2015年11月11日                 | 組曲 (Suite)                                            | CD                                  | YCCW-10265                     | 6位                            |                                |
| 41st                                   | 2015年12月9日                  | 組曲 (Suite)                                            | LP                                  | YCJW-10008                     | 6位                            |                                |
| BEST                                   | 2016年11月16日                 | 中島みゆき・21世紀ベストセレクション『前途』            | CD                                  | YCCW-10283                     | 2位                            |                                |
| LIVE                                   | 2016年11月16日                 | 中島みゆきConcert「一会」2015〜2016-LIVE SELECTION-     | CD                                  | YCCW-10284                     | 14位                           |                                |
| 42nd                                   | 2017年11月22日                 | 相聞                                                    | CD                                  | YCCW-10315                     | 4位                            |                                |
| 42nd                                   | 2018年1月10日                  | 相聞                                                    | LP                                  | YCJW-10009/10                  | 4位                            |                                |
| LIVE                                   | 2018年12月19日                 | 中島みゆき ライブ リクエスト -歌旅・縁会・一会-         | CD+DVD （初回限定盤）               | YCCW-10352/B                   | 11位                           |                                |
| LIVE                                   | 2018年12月19日                 | 中島みゆき ライブ リクエスト -歌旅・縁会・一会-         | CD                                  | YCCW-10353                     | 11位                           |                                |
| 43rd                                   | 2020年1月8日                   | CONTRALTO                                               | CD                                  | YCCW-10375                     | 3位                            |                                |
| 43rd                                   | 2020年2月12日                  | CONTRALTO                                               | LP                                  | YCJW-10011                     | 3位                            |                                |
| BEST                                   | 2020年12月2日                  | ここにいるよ                                            | CD+DVD （初回限定盤）               | YCCW-10378-9/B                 | 4位                            |                                |
| BEST                                   | 2020年12月2日                  | ここにいるよ                                            | CD                                  | YCCW-10380/1                   | 4位                            |                                |
| LIVE                                   | 2022年2月2日                   | 中島みゆき 2020ラスト・ツアー「結果オーライ」           | Blu-spec CD2+Blu-ray （初回限定盤） | YCCW-10396/7                   | 2位                            |                                |
| LIVE                                   | 2022年2月2日                   | 中島みゆき 2020ラスト・ツアー「結果オーライ」           | Blu-spec CD2+DVD （初回限定盤）     | YCCW-10398/9                   | 2位                            |                                |
| LIVE                                   | 2022年2月2日                   | 中島みゆき 2020ラスト・ツアー「結果オーライ」           | Blu-spec CD2                        | YCCW-10400/1                   | 2位                            |                                |
| 44th                                   | 2023年3月1日                   | 世界が違って見える日                                    | CD                                  | YCCW-10414                     | 3位                            |                                |
| 44th                                   | 2024年1月17日                  | 世界が違って見える日                                    | LP                                  | YCJW-10012                     | -位                            |                                |
| LIVE                                   | 2025年3月12日                  | 中島みゆき コンサート「歌会 VOL.1」-LIVE SELECTION-     | CD                                  | YCCW-10427                     | 9位                            |                                |

### 映像作品

#### PV集
|                                | 発売日                         | タイトル                       | 形態                           | 製造番号                       | 順位                           |                                |
| キャニオン・レコード AARD-VARK | キャニオン・レコード AARD-VARK | キャニオン・レコード AARD-VARK | キャニオン・レコード AARD-VARK | キャニオン・レコード AARD-VARK | キャニオン・レコード AARD-VARK | キャニオン・レコード AARD-VARK |
| ------------------------------ | ------------------------------ | ------------------------------ | ------------------------------ | ------------------------------ | ------------------------------ | ------------------------------ |
| 1st                            | 1987年8月21日                  | 中島みゆき CDV GOLD            | CDV                            | E24A-1001                      | -位                            |                                |
| ポニーキャニオン AARD-VARK     |                                |                                |                                |                                |                                |                                |
| 2nd                            | 1991年6月21日                  | A FILM of Nakajima Miyuki      | VHS                            | PCVP-10575                     | -位                            |                                |
| 2nd                            | 1991年6月21日                  | A FILM of Nakajima Miyuki      | LD                             | PCLP-00173                     | -位                            |                                |
| 3rd                            | 1997年3月21日                  | FILM of Nakajima Miyuki II     | VHS                            | PCVP-52090                     | -位                            |                                |
| 3rd                            | 1997年3月21日                  | FILM of Nakajima Miyuki II     | LD                             | PCLP-00642                     | -位                            |                                |
| 4th                            | 2000年8月2日                   | THE FILM of Nakajima Miyuki    | DVD                            | PCBP-50240                     | 27位                           |                                |

#### 夜会
|                                        | 発売日                     | タイトル                                                                           | 形態                       | 製造番号                   | 順位                       |                            |
| ポニーキャニオン AARD-VARK             | ポニーキャニオン AARD-VARK | ポニーキャニオン AARD-VARK                                                         | ポニーキャニオン AARD-VARK | ポニーキャニオン AARD-VARK | ポニーキャニオン AARD-VARK | ポニーキャニオン AARD-VARK |
| -------------------------------------- | -------------------------- | ---------------------------------------------------------------------------------- | -------------------------- | -------------------------- | -------------------------- | -------------------------- |
| 1st                                    | 1991年11月7日              | 夜会1990                                                                           | VHS                        | PCVP-50640                 | -位                        |                            |
| 1st                                    | 1991年11月7日              | 夜会1990                                                                           | LD                         | PCLP-00214                 | -位                        |                            |
| 1st                                    | 2000年11月22日             | 夜会1990                                                                           | DVD                        | YCBW-00001                 | -位                        |                            |
| 2nd                                    | 1992年10月21日             | 夜会VOL.3 KAN（邯鄲）TAN                                                           | VHS                        | PCVP-51011                 | -位                        |                            |
| 2nd                                    | 1992年10月21日             | 夜会VOL.3 KAN（邯鄲）TAN                                                           | LD                         | PCLP-00383                 | -位                        |                            |
| 2nd                                    | 2000年11月22日             | 夜会VOL.3 KAN（邯鄲）TAN                                                           | DVD                        | YCBW-00002                 | -位                        |                            |
| 3rd                                    | 1993年11月3日              | 夜会VOL.4 金環蝕                                                                   | VHS                        | PCVP-51293                 | -位                        |                            |
| 3rd                                    | 1993年11月3日              | 夜会VOL.4 金環蝕                                                                   | LD                         | PCLP-00481                 | -位                        |                            |
| 3rd                                    | 2000年11月22日             | 夜会VOL.4 金環蝕                                                                   | DVD                        | YCBW-00003                 | -位                        |                            |
| 4th                                    | 1994年11月2日              | 夜会VOL.5 花の色はうつりにけりないたづらにわが身世にふるながめせし間に             | VHS                        | PCVP-51527                 | -位                        |                            |
| 4th                                    | 1994年11月2日              | 夜会VOL.5 花の色はうつりにけりないたづらにわが身世にふるながめせし間に             | LD                         | PCLP-00531                 | -位                        |                            |
| 4th                                    | 2000年11月22日             | 夜会VOL.5 花の色はうつりにけりないたづらにわが身世にふるながめせし間に             | DVD                        | YCBW-00004                 | -位                        |                            |
| 5th                                    | 1994年11月2日              | ドキュメント夜会VOL.5 花の色はうつりにけりないたづらにわが身世にふるながめせし間に | VHS                        | PCVP-51528                 | -位                        |                            |
| 5th                                    | 1994年11月2日              | ドキュメント夜会VOL.5 花の色はうつりにけりないたづらにわが身世にふるながめせし間に | LD                         | PCLP-00532                 | -位                        |                            |
| 6th                                    | 1995年11月1日              | 夜会VOL.6 シャングリラ                                                             | VHS                        | PCVP-51742                 | -位                        |                            |
| 6th                                    | 1995年11月1日              | 夜会VOL.6 シャングリラ                                                             | LD                         | PCLP-00577                 | -位                        |                            |
| 6th                                    | 2000年11月22日             | 夜会VOL.6 シャングリラ                                                             | DVD                        | YCBW-00005                 | -位                        |                            |
| 7th                                    | 1996年11月7日              | 夜会VOL.7 2/2                                                                      | VHS                        | PCVP-51942                 | -位                        |                            |
| 7th                                    | 1996年11月7日              | 夜会VOL.7 2/2                                                                      | LD                         | PCLP-00614                 | -位                        |                            |
| 7th                                    | 2000年11月22日             | 夜会VOL.7 2/2                                                                      | DVD                        | YCBW-00006                 | -位                        |                            |
| 8th                                    | 1997年11月19日             | 夜会VOL.8 問う女                                                                   | VHS                        | PCVP-52235                 | -位                        |                            |
| 8th                                    | 1997年11月19日             | 夜会VOL.8 問う女                                                                   | LD                         | PCLP-00660                 | -位                        |                            |
| 8th                                    | 2000年11月22日             | 夜会VOL.8 問う女                                                                   | DVD                        | YCBW-00007                 | -位                        |                            |
| 9th                                    | 1999年12月1日              | 夜会VOL.10 海嘯                                                                    | VHS                        | PCVP-52764                 | -位                        |                            |
| 9th                                    | 2000年1月19日              | 夜会VOL.10 海嘯                                                                    | DVD                        | PCBP-00159                 | 18位                       |                            |
| 9th                                    | 2004年7月21日              | 夜会VOL.10 海嘯                                                                    | DVD                        | YCBW-10001                 |                            |                            |
| ヤマハミュージックコミュニケーションズ |                            |                                                                                    |                            |                            |                            |                            |
| 10th                                   | 2003年12月3日              | 夜会の軌跡 1989〜2002                                                              | DVD                        | YCBW-00008                 | 17位                       |                            |
| 11th                                   | 2004年12月15日             | 夜会VOL.13 24時着 0時発                                                            | DVD                        | YCBW-10002                 | 22位                       |                            |
| 12th                                   | 2008年11月19日             | 夜会VOL.14 24時着 00時発                                                           | DVD                        | YCBW-10017                 | 17位                       |                            |
| 13th                                   | 2010年10月13日             | 夜会VOL.16 〜夜物語〜本家・今晩屋                                                  | DVD                        | YCBW-10028                 | 9位                        |                            |
| 13th                                   | 2010年10月13日             | 夜会VOL.16 〜夜物語〜本家・今晩屋                                                  | Blu-ray                    | YCXW-10001                 | 3位                        |                            |
| 14th                                   | 2013年11月11日             | 夜会VOL.17 2/2                                                                     | DVD                        | YCBW-10037                 | 28位                       |                            |
| 14th                                   | 2013年11月11日             | 夜会VOL.17 2/2                                                                     | Blu-ray                    | YCXW-10005                 | 10位                       |                            |
| 15th                                   | 2015年11月11日             | 夜会VOL.18 橋の下のアルカディア                                                    | DVD                        | YCBW-10060                 | 2位                        |                            |
| 15th                                   | 2015年11月11日             | 夜会VOL.18 橋の下のアルカディア                                                    | Blu-ray                    | YCXW-10007                 | 5位                        |                            |
| 16th                                   | 2018年12月19日             | 夜会工場VOL.2                                                                      | DVD                        | YCBW-10086                 | 27位                       |                            |
| 16th                                   | 2018年12月19日             | 夜会工場VOL.2                                                                      | Blu-ray                    | YCXW-10013                 | 29位                       |                            |
| 17th                                   | 2019年11月27日             | 夜会VOL.20 リトル・トーキョー                                                      | DVD                        | YCBW-10094                 | TBA                        |                            |
| 17th                                   | 2019年11月27日             | 夜会VOL.20 リトル・トーキョー                                                      | Blu-ray                    | YCXW-10014                 | TBA                        |                            |

#### ライブ
|                                        | 発売日                                 | タイトル                                                | 形態                                   | 製造番号                               | 順位                                   |                                        |
| ヤマハミュージックコミュニケーションズ | ヤマハミュージックコミュニケーションズ | ヤマハミュージックコミュニケーションズ                  | ヤマハミュージックコミュニケーションズ | ヤマハミュージックコミュニケーションズ | ヤマハミュージックコミュニケーションズ | ヤマハミュージックコミュニケーションズ |
| -------------------------------------- | -------------------------------------- | ------------------------------------------------------- | -------------------------------------- | -------------------------------------- | -------------------------------------- | -------------------------------------- |
| 1st                                    | 2004年12月23日                         | 歌姫 LIVE in L.A.                                       | DVD                                    | YCBW-10003                             | 40位                                   |                                        |
| 2nd                                    | 2005年3月23日                          | 中島みゆきライヴ! Live at Sony Pictures Studios in L.A. | DVD                                    | YCBW-10004                             | 27位                                   |                                        |
| 3rd                                    | 2008年6月11日                          | 歌旅 -中島みゆきコンサートツアー2007-                   | DVD                                    | YCBW-10013/4                           | 2位                                    |                                        |
| 4th                                    | 2014年11月12日                         | 中島みゆき「縁会」2012〜3                               | DVD                                    | YYCBW-10050                            | 3位                                    |                                        |
| 4th                                    | 2014年11月12日                         | 中島みゆき「縁会」2012〜3                               | Blu-ray                                | YCXW-10006                             | 4位                                    |                                        |
| 5th                                    | 2016年11月16日                         | 中島みゆきConcert「一会」2015〜2016                     | DVD                                    | YCBW-10068                             | 6位                                    |                                        |
| 5th                                    | 2016年11月16日                         | 中島みゆきConcert「一会」2015〜2016                     | Blu-ray                                | YCXW-10010                             | 5位                                    |                                        |
| 6th                                    | 2025年3月12日                          | 中島みゆき コンサート「歌会 VOL.1」                     | DVD                                    | YCBW-10111                             | -位                                    |                                        |
| 6th                                    | 2025年3月12日                          | 中島みゆき コンサート「歌会 VOL.1」                     | Blu-ray                                | YCXW-10032                             | -位                                    |                                        |
| 6th                                    | 2025年3月12日                          | 中島みゆき コンサート「歌会 VOL.1」                     | DVD+DVD（初回限定盤）                  | YCXW-10109/10                          | -位                                    |                                        |
| 6th                                    | 2025年3月12日                          | 中島みゆき コンサート「歌会 VOL.1」                     | Blu-ray+Blu-ray（初回限定盤）          | YCBW-10030/1                           | -位                                    |                                        |

### ボックス
|     | 発売日         | タイトル                                                 | 発売元                                 | 形態 | 製造番号        | 順位 | セット内容                                                                                           |
| --- | -------------- | -------------------------------------------------------- | -------------------------------------- | ---- | --------------- | ---- | --- |
| 1st | 1984年3月      | NAKAJIMA MIYUKI CRISTAL RAINBOW SINGLE COLLECTION        | キャニオン・レコード AARD-VARK         | EP   | 7A-0264/7A-0325 |      | 「アザミ嬢のララバイ」から「あの娘」までの14枚組7色シングルレコード                                  |
| 2nd | 1988年6月21日  | 中島みゆき CD BOX 10                                     | ポニーキャニオン AARD-VARK             | CD   | D27OP-6227      |      | 「私の声が聞こえますか」から「予感」までの10枚組アルバム                                             |
| 3rd | 1997年4月1日   | 中島みゆき CD-BOX 1976～1983                             | ポニーキャニオン                       | CD   | DMW-00936       |      | 「私の声が聞こえますか」から「予感」までの10枚組アルバム                                             |
| 4th | 1998年11月21日 | 中島みゆき CD-BOX 1984～1992                             | ポニーキャニオン                       | CD   | DMCA-40047      |      | 「はじめまして」から「EAST ASIA」までの10枚組アルバム                                                |
| 5th | 2004年10月21日 | 中島みゆき CD-BOX 1993～2002                             | ポニーキャニオン                       | CD   | DMCA-20121      |      | 「時代-Time goes around-」から「おとぎばなし-Fairy Ring-」までの10枚組アルバム                       |
| 6th | 2012年9月1日   | 中島みゆきBOX 私の声が聞こえますか〜臨月                 | ヤマハミュージックパブリッシング       | HQCD | YMPCD-20001/8   |      | 「私の声が聞こえますか」から「臨月」までの8枚組リマスターアルバム                                    |
| 7th | 2014年3月19日  | 完全保存版! 中島みゆき「お時間拝借」よりぬきラジオCD BOX | ヤマハミュージックコミュニケーションズ | CD   | YCCW-10219/23   | 45位 | TOKYO FMでラジオ番組をしていた「お時間拝借」という番組からの人気コーナーをよりぬきで編集。(トーク集) |
| 8th | 2014年10月15日 | 中島みゆきBOX2 寒水魚〜夜を往け                          | ヤマハミュージックパブリッシング       | HQCD | YMPCD-20009/18  |      | 「寒水魚」から「夜を往け」までの10枚組リマスターアルバム                                             |

### CD-ROM
|     | 発売日         | タイトル   | 発売元           | 形態                                 |
| --- | -------------- | ---------- | ---------------- | ------------------------------------ |
| 1st | 1997年10月17日 | なみろむ   | ポニーキャニオン | PlayStation DVD-ROM:DVD-Video CD-ROM |
| 2nd | 2003年12月     | なみごよみ |                  | CD-ROM                               |
| 3rd | 2004年12月     | なみめくり |                  | CD-ROM                               |

### ライブ映画
|     | 公開日         | タイトル                                                        | 配給                                                 | 製作会社                       |
| --- | -------------- | --------------------------------------------------------------- | ---------------------------------------------------- | ------------------------------ |
| 1st | 2012年5月9日   | 中島みゆきLIVE「歌旅 劇場版」                                   | マイシアター ワーナー・マイカル                      | 中島みゆき「歌旅劇場版」委員会 |
| 2nd | 2012年10月13日 | 中島みゆきLIVE&PV「歌姫 劇場版」                                | マイシアター ワーナー・マイカル                      | 中島みゆき「歌姫劇場版」委員会 |
| 3rd | 2015年1月24日  | 縁会2012〜3 劇場版                                              | ローソンHMVエンタテイメント                          | -                              |
| 4th | 2022年1月21日  | 中島みゆき 劇場版 ライヴ・ヒストリー 2007-2016 歌旅〜縁会〜一会 | ヤマハミュージックエンタテインメントホールディングス | -                              |
| 5th | 2022年12月30日 | 中島みゆき 劇場版 ライヴ・ヒストリー2                           | ヤマハミュージックエンタテインメントホールディングス | -                              |
| 6th | 2023年12月8日  | 中島みゆき 劇場版 夜会の軌跡1989〜2002                          | ヤマハミュージックエンタテインメントホールディングス | -                              |
| 7th | 2024年12月27日 | 中島みゆきコンサート「歌会 VOL.1」劇場版                        | ヤマハミュージックエンタテインメントホールディングス | -                              |

### オムニバスアルバム
|      | 発売日         | タイトル                              | 発売元           | 形態 | 製造番号   |
| ---- | -------------- | ------------------------------------- | ---------------- | ---- | ---------- |
| 1st  | 1997年11月19日 | 中島みゆき ソングライブラリー 1       | ポニーキャニオン | CD   | PCCA-01143 |
| 2nd  | 1997年11月19日 | 中島みゆき ソングライブラリー 2       | ポニーキャニオン | CD   | PCCA-01144 |
| 3rd  | 1997年11月19日 | 中島みゆき ソングライブラリー 3       | ポニーキャニオン | CD   | PCCA-01145 |
| 4th  | 1997年11月19日 | 中島みゆき ソングライブラリー 4       | ポニーキャニオン | CD   | PCCA-01146 |
| 5th  | 1997年11月19日 | 中島みゆき ソングライブラリー 5       | ポニーキャニオン | CD   | PCCA-01147 |
| BEST | 2003年9月18日  | 中島みゆきSONG LIBRARY BEST SELECTION | ポニーキャニオン | CD   | PCCA-01941 |

### トリビュートアルバム
|     | 発売日         | タイトル                                 | 発売元                                 | 形態 | 製造番号   | 順位 |
| --- | -------------- | ---------------------------------------- | -------------------------------------- | ---- | ---------- | ---- |
| 1st | 2002年10月2日  | 中島みゆき的アジアン・カバーズ           | キングレコード                         | CD   | KICS-2384  |      |
| 2nd | 2003年9月26日  | 中島みゆきトリビュート Yourself...Myself | ユニバーサルミュージックK.K.           | CD   | UICZ-4073  | 63位 |
| 3rd | 2006年6月14日  | 元気ですか                               | ヤマハミュージックコミュニケーションズ | CD   | YCCW-10027 | 17位 |
| 4th | 2016年11月16日 | 「歌縁」 -中島みゆき RESPECT LIVE 2015-  | ヤマハミュージックコミュニケーションズ | CD   | YCCW-10292 | 38位 |
| 5th | 2024年1月17日  | 「歌縁」 -中島みゆき RESPECT LIVE 2023-  | ヤマハミュージックコミュニケーションズ | CD   | YCCW-10416 |      |

### オフィシャルインストゥルメンタルカバーアルバム
|      | 発売日         | タイトル                                                                   | 発売元                                 | 形態 | 製造番号     |
| ---- | -------------- | -------------------------------------------------------------------------- | -------------------------------------- | ---- | ------------ |
| 1st  | 2008年10月22日 | チェロとピアノで聞く中島みゆき                                             | ヤマハミュージックコミュニケーションズ | CD   | YCCW-10088   |
| 2nd  | 2009年1月29日  | チェロとピアノで聞く中島みゆきII                                           | ヤマハミュージックコミュニケーションズ | CD   | YCCW-10095   |
| 3rd  | 2009年10月21日 | インストゥルメンタルで聞く中島みゆき                                       | ヤマハミュージックコミュニケーションズ | CD   | YCCW-10104   |
| 4th  | 2010年10月13日 | インストゥルメンタルで聞く中島みゆきII                                     | ヤマハミュージックコミュニケーションズ | CD   | YCCW-10122   |
| 5th  | 2011年11月16日 | インストゥルメンタルで聞く中島みゆきIII                                    | ヤマハミュージックコミュニケーションズ | CD   | YCCW-10161   |
| BEST | 2023年3月1日   | 歌がなくても聞こえてくる「中島みゆきの音楽集」～こころに寄り添う24の旋律～ | ヤマハミュージックコミュニケーションズ | CD   | YCCW-10405/6 |

### 海外限定販売アルバム
| 発売日        | タイトル                     | 発売元                    | 形態   | 製造番号   |        |
| カナダ        | カナダ                       | カナダ                    | カナダ | カナダ     | カナダ |
| ------------- | ---------------------------- | ------------------------- | ------ | ---------- | ------ |
| 1986年8月     | COLD FAREWELL                | isba                      | LP     | IS-2008    |        |
| 1986年8月     | COLD FAREWELL                | isba                      | CT     | IS4-2008   |        |
| 香港          |                              |                           |        |            |        |
| 1993年2月15日 | 美雪集                       | GOLDEN PONY ENTERTAINMENT | CD     | GPJ-31342  |        |
| 1993年2月15日 | 美雪集                       | GOLDEN PONY ENTERTAINMENT | CT     | GPJ-31344  |        |
| 1994年8月10日 | 美雪集2                      | GOLDEN PONY ENTERTAINMENT | CD     | GPJ-31462  |        |
| 1994年8月10日 | 美雪集2                      | GOLDEN PONY ENTERTAINMENT | CT     | GPJ-31464  |        |
| 1995年3月     | 中島美雪 '95香港演唱會紀念版 | GOLDEN PONY ENTERTAINMENT | CD     | GPJ-3162-2 |        |

### 未音源化楽曲
| 発表日         | タイトル                 | 備考 |
| -------------- | ------------------------ | --- |
| 1969年9月1日   | 鶫の唄                   | 北海道帯広柏葉高校の学園祭「第20回柏葉祭」において発表された。 |
| 1972年         | 私の窓から               | 札幌・STVホールにて開催された「全国フォーク音楽祭」札幌地区予選の優勝曲。公式では未発表だが、2007年1月1日に「STVラジオミュージックBOX」にて放送された。 |
| 1974年10月15日 | 町へお帰り               | 北海道音更町でのコンサートにおいて発表された。 |
| 1974年10月15日 | 帰郷                     | 北海道音更町でのコンサートにおいて発表された。 |
| 1974年10月15日 | あの人は船乗り           | 北海道音更町でのコンサートにおいて発表された。 |
| 1974年11月22日 | ホンキー・トンク・ママ   | 北海道帯広市に実在したファッションタウン「ベル」にて開催された「第3回ヤング・フェスティバル」において発表された。 |
| 1976年4月18日  | 町へ帰れば               | 奈良県天理市で開催された「天理教第52回青年会総会 前夜祭」で「アザミ嬢のララバイ」や「時代」などの楽曲とともに初披露された楽曲。 |
| 1977年4月      | 質問                     | 小学館から刊行されていた雑誌『JOTOMO』1977年5月号の別冊付録『プチプチ』に掲載された「POEM GALLRY 中島みゆきの世界」の中に発表された詩。 エッセイ「街の女」および「エレーン」や「夜会VOL.8 問う女」の源流となった作品で、翌年に行われたコンサートツアー「1978年・春のツアー」にて、初披露された。 |
| 1979年3月23日  | きつねの嫁入り           | 1979年に行われたコンサートツアー「1979年・春のツアー」において発表された。 |
| 1983年9月4日   | 北の旅人                 | 大通公園西8丁目広場にて開催された、天理教「あらきとうりょう・女子青年決起北海道大会」の大会歌として書き下ろした楽曲。天理教の北海道教区報第169号(1983年8月1日)5ページに楽譜が掲載されている。 |
| 1985年2月27日  | “のぅさんきゅう”         | コンサートツアー「のぅさんきゅう」で中島が朗読した詩。「世情」から、次の「シニカル・ムーン」への導入として使われていた。後に、新潮文庫から刊行された中島の著書「片想い」に全文掲載されている。                                                                                                   |
| 1995年         | 誰ひとりわたしを知らない | 「夜会VOL.7 2/2」のために書かれたが、実際の舞台では使われなかったお蔵入りの楽曲。 |

### タイアップ曲
| 楽曲                             | タイアップ                                                                          | 時期   | 収録作品                                                         |
| -------------------------------- | ----------------------------------------------------------------------------------- | ------ | ---------------------------------------------------------------- |
| 根雪                             | フジテレビ系ドラマ『午後の恋人』主題歌                                              | 1979年 | アルバム『親愛なる者へ』                                         |
| アザミ嬢のララバイ               | 日本テレビ系ドラマ『探偵物語』6話オープニングテーマ                                 | 1979年 | シングル「アザミ嬢のララバイ」                                   |
| アザミ嬢のララバイ               | 毎日放送ドラマ『アザミ嬢のララバイ』テーマソング                                    | 2010年 | シングル「アザミ嬢のララバイ」                                   |
| 踊り明かそう                     | 日本テレビ系ドラマ『探偵物語』6話挿入歌                                             | 1979年 | アルバム『私の声が聞こえますか』                                 |
| 海よ                             | 映画『海よお前が -帆船日本丸の青春-』主題歌                                         | 1981年 | アルバム『私の声が聞こえますか』                                 |
| 世情                             | 映画『海よお前が -帆船日本丸の青春-』挿入歌                                         | 1981年 | アルバム『愛していると云ってくれ』                               |
| 世情                             | TBS系ドラマ『3年B組金八先生』第2シリーズ「卒業式前の暴力(2)」挿入歌                 | 1981年 | アルバム『愛していると云ってくれ』                               |
| あなたが海を見ているうちに       | 日本テレビ系ドラマ『池中玄太80キロ II』第17話挿入歌                                 | 1981年 | アルバム『臨月』                                                 |
| ホームにて                       | フジテレビ系ドラマ『北の国から』第3話挿入歌                                         | 1981年 | アルバム『あ・り・が・と・う』 シングル「わかれうた」B面         |
| 異国                             | フジテレビ系ドラマ『北の国から』第16話挿入歌                                        | 1982年 | アルバム『生きていてもいいですか』                               |
| 異国                             | フジテレビ系ドラマ『北の国から'83 冬』挿入歌                                        | 1984年 | アルバム『生きていてもいいですか』                               |
| 髪                               | フジテレビ系ドラマ『北の国から』第19話挿入歌                                        | 1982年 | アルバム『おかえりなさい』                                       |
| 世迷い言                         | フジテレビ系ドラマ『北の国から』第22話挿入歌                                        | 1982年 | アルバム『おかえりなさい』                                       |
| 雨…                              | フジテレビ系ドラマ『北の国から』第22話挿入歌                                        | 1982年 | アルバム『おかえりなさい』                                       |
| エレーン                         | フジテレビ系ドラマ『北の国から』第24話挿入歌                                        | 1982年 | アルバム『生きていてもいいですか』                               |
| エレーン                         | 映画『時計 Adieu l'Hiver』挿入歌                                                    | 1986年 | アルバム『生きていてもいいですか』                               |
| 安寿子の靴                       | NHKドラマスペシャル『安寿子の靴』主題歌                                             | 1984年 | アルバム『おとぎばなし-Fairy Ring-』                             |
| おだやかな時代                   | テレビ朝日系『ニュースステーション』内コーナー「日本の駅」テーマソング              | 1986年 | アルバム『歌でしか言えない』                                     |
| 匂いガラス                       | NHKドラマスペシャル『匂いガラス』主題歌                                             | 1986年 | アルバム『おとぎばなし-Fairy Ring-』                             |
| 雨月の使者                       | NHKドラマスペシャル『雨月の使者』主題歌                                             | 1987年 | アルバム『時代-Time goes around-』                               |
| あした                           | KDD「001」CMソング                                                                  | 1989年 | シングル「あした」                                               |
| 夜を往け                         | 関西テレビ制作 フジテレビ系ドラマ『結城昌治サスペンス → 現代推理サスペンス 』主題歌 | 1990年 | アルバム『夜を往け』                                             |
| with                             | 映画『息子』イメージソング                                                          | 1991年 | アルバム『夜を往け』 シングル「with」                            |
| 時代                             | 北海道拓殖銀行CMソング                                                              | 1991年 | アルバム『私の声が聞こえますか』                                 |
| 時代                             | 郵政省「お年玉付き年賀はがき」CMソング                                              | 1993年 | アルバム『時代-Time goes around-』 シングル「時代/最後の女神」   |
| 時代                             | 丸井「フレッシャーズ」CMソング                                                      | 1994年 |                                                                  |
| 時代                             | フジテレビ系ドラマ『北の国から'98 時代』後編 挿入歌                                 | 1998年 | シングル「時代」                                                 |
| 時代                             | フジテレビ開局50周年特別企画『わが家の歴史』エンディングテーマ                      | 2010年 | アルバム『時代-Time goes around-』 シングル「時代/最後の女神」   |
| 時代                             | 日本郵便「年賀はがき」CMソング                                                      | 2014年 | アルバム『時代-Time goes around-』 シングル「時代/最後の女神」   |
| 時代                             | BOSS「Song & BOSS」シリーズ「時代」篇CMソング                                       | 2015年 | アルバム『時代-Time goes around-』 シングル「時代/最後の女神」   |
| 時代                             | 映画『記憶屋 あなたを忘れない』主題歌                                               | 2020年 | アルバム『時代-Time goes around-』 シングル「時代/最後の女神」   |
| Maybe                            | Panasonic「ブレンビー」CMソング                                                     | 1991年 | アルバム『歌でしか言えない』 シングル「誕生/Maybe」              |
| まつりばやし                     | 北海道拓殖銀行CMソング                                                              | 1992年 | アルバム『あ・り・が・と・う』                                   |
| 誕生                             | 映画『奇跡の山-さよなら、名犬平治』主題歌                                           | 1992年 | シングル「誕生/Maybe」                                           |
| 浅い眠り                         | フジテレビ系ドラマ『親愛なる者へ』主題歌                                            | 1992年 | シングル「浅い眠り」                                             |
| 最後の女神                       | TBS系『筑紫哲也 NEWS23』エンディングテーマ                                          | 1993年 | シングル「時代/最後の女神」                                      |
| ファイト!                        | 住友生命「ウィニングライフ」CMソング                                                | 1994年 | アルバム『予感』 シングル「空と君のあいだに/ファイト!」          |
| ファイト!                        | ユニクロ『ヒートテック「あったかいは力だ。」』CMソング                              | 2020年 | アルバム『予感』 シングル「空と君のあいだに/ファイト!」          |
| 空と君のあいだに                 | 日本テレビ系ドラマ『家なき子』主題歌                                                | 1994年 | シングル「空と君のあいだに/ファイト!」                           |
| 空と君のあいだに                 | 劇場版『家なき子』主題歌                                                            | 1994年 | アルバム『LOVE OR NOTHING』                                      |
| 御機嫌如何                       | 郵政省「かもめーる」CMソング                                                        | 1994年 | シングル「御機嫌如何」                                           |
| 泣きたい夜に                     | NHK『まばたきの海に』主題歌                                                         | 1994年 | アルバム『生きていてもいいですか』                               |
| 旅人のうた                       | 日本テレビ系ドラマ『家なき子2』主題歌                                               | 1995年 | シングル「旅人のうた」                                           |
| 二隻の舟                         | 映画『霧の子午線』主題歌                                                            | 1996年 | アルバム『10 WINGS』                                             |
| 二隻の舟                         | フジテレビ系ドラマ『海峡を渡るバイオリン』主題歌                                    | 2005年 | アルバム『EAST ASIA』                                            |
| 泣かないでアマテラス             | 映画『スワロウテイル』挿入歌                                                        | 1996年 | アルバム『10 WINGS』                                             |
| 眠らないで                       | 映画『海ほおずき』主題歌                                                            | 1996年 | アルバム『LOVE OR NOTHING』                                      |
| たかが愛                         | テレビ朝日系ドラマ『はみだし刑事情熱系』主題歌                                      | 1996年 | アルバム『パラダイス・カフェ』 シングル「たかが愛」              |
| 狼になりたい                     | 大塚製薬「ファイブミニ」CMソング                                                    | 1997年 | アルバム『親愛なる者へ』                                         |
| 伝説                             | 映画『愛する』イメージソング                                                        | 1997年 | アルバム『パラダイス・カフェ』                                   |
| 愛情物語                         | テレビ朝日系ドラマ『はみだし刑事情熱系 PARTII』主題歌                               | 1997年 | シングル「愛情物語」                                             |
| 糸                               | TBS系ドラマ『聖者の行進』主題歌                                                     | 1998年 | アルバム『EAST ASIA』 シングル「命の別名/糸」                    |
| 糸                               | 国民文化祭ふくい2005イメージソング                                                  | 2005年 | アルバム『EAST ASIA』 シングル「命の別名/糸」                    |
| 糸                               | 七十七銀行CMソング                                                                  | 2009年 | アルバム『EAST ASIA』 シングル「命の別名/糸」                    |
| 糸                               | 関西電力CMソング                                                                    | 2011年 | アルバム『EAST ASIA』 シングル「命の別名/糸」                    |
| 糸                               | BOSSコーヒー『大相撲』編CMソング                                                    | 2013年 | アルバム『EAST ASIA』 シングル「命の別名/糸」                    |
| 糸                               | トヨタホームCMソング                                                                | 2015年 | アルバム『EAST ASIA』 シングル「命の別名/糸」                    |
| 糸                               | BOSSコーヒー『宇宙人ジョーンズ・平成特別』編CMソング                                | 2019年 | アルバム『EAST ASIA』 シングル「命の別名/糸」                    |
| 糸                               | 東宝映画『糸』主題歌                                                                | 2020年 | アルバム『EAST ASIA』 シングル「命の別名/糸」                    |
| 命の別名                         | TBS系ドラマ『聖者の行進』主題歌                                                     | 1998年 | シングル「命の別名/糸」                                          |
| 瞬きもせず (MOVIE THEME VERSION) | 映画『学校III』主題歌                                                               | 1998年 | シングル「瞬きもせず」c/w曲                                      |
| 私たちは春の中で                 | 映画『大いなる完 ぼんの』主題歌                                                     | 1998年 | アルバム『わたしの子供になりなさい』 シングル「瞬きもせず」c/w曲 |
| わたしの子供になりなさい         | 映画『大いなる完 ぼんの』挿入歌                                                     | 1998年 | アルバム『わたしの子供になりなさい』                             |
| 孤独の肖像1st.                   | NHKドラマスペシャル『終のすみか』エンディングテーマ                                 | 1999年 | アルバム『時代-Time goes around-』                               |
| 孤独の肖像1st.                   | 映画『ガラスの使徒』主題歌                                                          | 2005年 | アルバム『時代-Time goes around-』                               |
| 地上の星                         | NHK『プロジェクトX〜挑戦者たち〜』オープニングテーマ                                | 2000年 | シングル「地上の星/ヘッドライト・テールライト」                  |
| 地上の星                         | BOSSコーヒー『地上の星編』CMソング                                                  | 2008年 | シングル「地上の星/ヘッドライト・テールライト」                  |
| ヘッドライト・テールライト       | NHK『プロジェクトX〜挑戦者たち〜』エンディングテーマ                                | 2000年 | シングル「地上の星/ヘッドライト・テールライト」                  |
| ヘッドライト・テールライト       | アニメ『日常』第19話挿入歌                                                          | 2011年 | シングル「地上の星/ヘッドライト・テールライト」                  |
| ヘッドライト・テールライト       | 映画『クロスロード』主題歌                                                          | 2015年 | シングル「地上の星/ヘッドライト・テールライト」                  |
| ヘッドライト・テールライト       | BOSSコーヒー『ヘッドライト・テールライト』編CMソング                                | 2015年 | シングル「地上の星/ヘッドライト・テールライト」                  |
| ヘッドライト・テールライト       | NHK『新プロジェクトX 挑戦者たち』エンディングテーマ                                 | 2024年 | シングル「地上の星/ヘッドライト・テールライト」                  |
| 銀の龍の背に乗って               | フジテレビ系ドラマ『Dr.コトー診療所』主題歌                                         | 2003年 | シングル「銀の龍の背に乗って」                                   |
| 銀の龍の背に乗って               | フジテレビ系ドラマ『Dr.コトー診療所・特別編』主題歌                                 | 2004年 | シングル「銀の龍の背に乗って」                                   |
| 銀の龍の背に乗って               | フジテレビ系ドラマ『Drコトー診療所・2004 SP』主題歌                                 | 2004年 | シングル「銀の龍の背に乗って」                                   |
| 銀の龍の背に乗って               | フジテレビ系ドラマ『Dr.コトー診療所2006』主題歌                                     | 2006年 | シングル「銀の龍の背に乗って」                                   |
| 銀の龍の背に乗って               | 映画『Dr.コトー診療所』主題歌                                                       | 2022年 | シングル「銀の龍の背に乗って」                                   |
| 命のリレー                       | フジテレビ系ドラマスペシャル『女の一代記』シリーズ主題歌                            | 2005年 | アルバム『転生 TEN-SEI』                                         |
| 竹の歌                           | 映画『2/2』主題歌                                                                   | 2005年 | アルバム『日-WINGS』                                             |
| NEVER CRY OVER SPILT MILK        | 映画『2/2』主題歌                                                                   | 2005年 | アルバム『日-WINGS』                                             |
| 帰れない者たちへ                 | テレビ朝日系ドラマ『松本清張 けものみち』主題歌                                     | 2006年 | アルバム『転生 TEN-SEI』 シングル「帰れない者たちへ」            |
| サッポロSNOWY                    | 北海道放送『たった一度の雪 〜SAPPORO・1972年〜』主題歌                              | 2007年 | アルバム『歌でしか言えない』                                     |
| 一期一会                         | 毎日放送制作・TBS系『世界ウルルン滞在記ルネサンス』主題歌                           | 2007年 | シングル「一期一会」                                             |
| 一期一会                         | 映画『シサㇺ』主題歌                                                                | 2024年 | シングル「一期一会」                                             |
| 昔から雨が降ってくる             | 毎日放送制作・TBS系『世界ウルルン滞在記ルネサンス』エンディングテーマ               | 2007年 | シングル「一期一会」c/w曲                                        |
| 夢の通り道を僕は歩いている       | 広島テレビ『広島発!夢の通り道』テーマ曲                                             | 2008年 | アルバム『短篇集』                                               |
| 愛だけを残せ                     | 東宝映画『ゼロの焦点』主題歌                                                        | 2009年 | シングル「愛だけを残せ」                                         |
| 荒野より                         | TBS系ドラマ『南極大陸』主題歌                                                       | 2011年 | シングル「荒野より」                                             |
| 走（そう）                       | テレビ東京系新春ワイド時代劇『忠臣蔵〜その義その愛』主題歌                          | 2012年 | アルバム『荒野より』                                             |
| 悪女                             | テレビ東京系アニメ『ジュエルペット サンシャイン』第49話挿入歌                       | 2012年 | アルバム『寒水魚』                                               |
| 恩知らず                         | 日本テレビ系ドラマ『東京全力少女』主題歌                                            | 2012年 | シングル「恩知らず」                                             |
| 麦の唄                           | NHK連続テレビ小説『マッサン』主題歌                                                 | 2014年 | シングル「麦の唄」                                               |
| India Goose                      | テレビ東京系『美の巨人たち』エンディングテーマ                                      | 2014年 | アルバム『問題集』                                               |
| 鷹の歌                           | フジテレビ開局55周年特別番組『東京にオリンピックを呼んだ男』主題歌                  | 2014年 | アルバム『真夜中の動物園』                                       |
| Nobody Is Right                  | earth music&ecology 2015秋「合唱」篇CMソング                                        | 2015年 | アルバム『I Love You, 答えてくれ』                               |
| 空がある限り                     | BSジャパン『日経プラス10』エンディングテーマ                                        | 2015年 | アルバム『組曲 (Suite)』                                         |
| 慕情                             | テレビ朝日系ドラマ『帯ドラマ劇場・やすらぎの郷』主題歌                              | 2017年 | シングル「慕情」                                                 |
| 慕情                             | テレビ朝日系ドラマ『帯ドラマ劇場・やすらぎの刻〜道』主題歌                          | 2019年 | シングル「慕情」                                                 |
| 人生の素人                       | テレビ朝日系ドラマ『帯ドラマ劇場・やすらぎの郷』挿入歌                              | 2017年 | シングル「慕情」                                                 |
| 人生の素人                       | テレビ朝日系ドラマ『帯ドラマ劇場・やすらぎの刻〜道』挿入歌                          | 2019年 | シングル「慕情」                                                 |
| わかれうた                       | 短編映画『わかれうた』劇中歌                                                        | 2017年 | シングル「わかれうた」                                           |
| 進化樹                           | テレビ朝日系ドラマ『帯ドラマ劇場・やすらぎの刻〜道』主題歌                          | 2019年 | シングル「離郷の歌/進化樹」                                      |
| 離郷の歌                         | テレビ朝日系ドラマ『帯ドラマ劇場・やすらぎの刻〜道』主題歌                          | 2019年 | シングル「離郷の歌/進化樹」                                      |
| 終り初物                         | テレビ朝日系ドラマ『帯ドラマ劇場・やすらぎの刻〜道』主題歌                          | 2019年 | アルバム『CONTRALTO』                                            |
| 観音橋                           | テレビ朝日系ドラマ『帯ドラマ劇場・やすらぎの刻〜道』主題歌                          | 2019年 | アルバム『CONTRALTO』                                            |
| 俱に                             | フジテレビ系ドラマ『PICU 小児集中治療室』主題歌                                     | 2022年 | シングル「俱に/銀の龍の背に乗って」                              |
| 心音                             | 映画『アリスとテレスのまぼろし工場』主題歌                                          | 2023年 | シングル「心音」                                                 |
| 新・地上の星                     | NHK『新プロジェクトX 挑戦者たち』オープニングテーマ                                 | 2024年 |                                                                  |
| 一樹                             | NHK『まぐだら屋のマリア』主題歌                                                     | 2025年 |                                                                  |

## 提供曲
| 歌手名                    | 曲名                                   | 収録（初出のみ）                                               | 年   | 作詞                           | 作曲                  | セルフカバー                                                                              |
| ------------------------- | -------------------------------------- | -------------------------------------------------------------- | ---- | ------------------------------ | --------------------- | ----------------------------------------------------------------------------------------- |
| 研ナオコ                  | LA-LA-LA                               | シングル「LA-LA-LA」                                           | 1976 | 中島みゆき                     | 中島みゆき            | 夜会VOL.3 KAN（邯鄲）TAN                                                                  |
| 研ナオコ                  | 雨が空を捨てる日は                     | シングル「LA-LA-LA」                                           | 1976 | 中島みゆき                     | 中島みゆき            | アルバム『みんな去ってしまった』                                                          |
| 研ナオコ                  | 強がりはよせよ                         | アルバム『泣き笑い』                                           | 1976 | 中島みゆき                     | 中島みゆき            | アルバム『おかえりなさい』                                                                |
| 研ナオコ                  | 明日 靴がかわいたら                    | アルバム『泣き笑い』                                           | 1976 | 中島みゆき                     | 中島みゆき            |                                                                                           |
| 研ナオコ                  | わすれ鳥のうた                         | アルバム『泣き笑い』                                           | 1976 | 中島みゆき                     | 中島みゆき            |                                                                                           |
| 研ナオコ                  | あばよ                                 | アルバム『泣き笑い』                                           | 1976 | 中島みゆき                     | 中島みゆき            | アルバム『おかえりなさい』                                                                |
| 研ナオコ                  | はぐれ鳥                               | アルバム『かもめのように』                                     | 1977 | 中島みゆき                     | 中島みゆき            |                                                                                           |
| 研ナオコ                  | ふられた気分で                         | アルバム『かもめのように』                                     | 1977 | 中島みゆき                     | 中島みゆき            | コンサートツアー『1979年・春のツアー』 コンサートツアー『寂しき友へ II』                  |
| 研ナオコ                  | さよならを伝えて                       | アルバム『かもめのように』                                     | 1977 | 中島みゆき                     | 中島みゆき            | アルバム『おかえりなさい』                                                                |
| 研ナオコ                  | 杏村から                               | アルバム『かもめのように』                                     | 1977 | 中島みゆき                     | 中島みゆき            | シングル「あした天気になれ」B面                                                           |
| 研ナオコ                  | かもめはかもめ                         | アルバム『かもめのように』                                     | 1977 | 中島みゆき                     | 中島みゆき            | アルバム『御色なおし』                                                                    |
| 研ナオコ                  | 窓ガラス                               | シングル「窓ガラス」                                           | 1978 | 中島みゆき                     | 中島みゆき            | 夜会1990                                                                                  |
| 研ナオコ                  | みにくいあひるの子                     | シングル「みにくいあひるの子」                                 | 1978 | 中島みゆき                     | 中島みゆき            | アルバム『おとぎばなし-Fairy Ring-』                                                      |
| 研ナオコ                  | こぬか雨                               | シングル「みにくいあひるの子」                                 | 1978 | 中島みゆき                     | 中島みゆき            |                                                                                           |
| 研ナオコ                  | ひとりぽっちで踊らせて                 | シングル「ひとりぽっちで踊らせて」                             | 1979 | 中島みゆき                     | 中島みゆき            | アルバム『御色なおし』                                                                    |
| 山内恵美子                | 笑わせるじゃないか                     | シングル「笑わせるじゃないか」                                 | 1977 | 中島みゆき                     | 中島みゆき            | シングル「悪女」B面                                                                       |
| 山内恵美子                | ほっといてよ                           | シングル「笑わせるじゃないか」                                 | 1977 | 中島みゆき                     | 中島みゆき            |                                                                                           |
| ちあきなおみ              | ルージュ                               | シングル「ルージュ」                                           | 1977 | 中島みゆき                     | 中島みゆき            | アルバム『おかえりなさい』                                                                |
| ちあきなおみ              | 帰っておいで                           | シングル「ルージュ」                                           | 1977 | 中島みゆき                     | 中島みゆき            |                                                                                           |
| ちあきなおみ              | うかれ屋                               | アルバム『ルージュ』                                           | 1977 | 中島みゆき                     | 中島みゆき            |                                                                                           |
| 日吉ミミ                  | 命日                                   | アルバム『螢心中』                                             | 1977 | 中島みゆき                     | 中島みゆき            |                                                                                           |
| 日吉ミミ                  | 世迷い言                               | シングル「世迷い言」                                           | 1978 | 阿久悠                         | 中島みゆき            | アルバム『おかえりなさい』                                                                |
| 桜木健一                  | 別れのための子守歌                     | シングル「別れのための子守歌」                                 | 1977 | 及川恒平                       | 中島みゆき            |                                                                                           |
| 桜田淳子                  | しあわせ芝居                           | シングル「しあわせ芝居」                                       | 1977 | 中島みゆき                     | 中島みゆき            | アルバム『おかえりなさい』                                                                |
| 桜田淳子                  | 追いかけてヨコハマ                     | シングル「追いかけてヨコハマ」                                 | 1978 | 中島みゆき                     | 中島みゆき            | アルバム『おかえりなさい』                                                                |
| 桜田淳子                  | 20才になれば                           | シングル「20才になれば」                                       | 1978 | 中島みゆき                     | 中島みゆき            | コンサートツアー『1978年・秋のツアー』                                                    |
| 加藤登紀子                | この空を飛べたら                       | シングル「この空を飛べたら」                                   | 1978 | 中島みゆき                     | 中島みゆき            | アルバム『おかえりなさい』                                                                |
| グラシェラ・スサーナ      | さよならの鐘                           | シングル「さよならの鐘」                                       | 1978 | 中島みゆき                     | 中島みゆき            | アルバム『御色なおし』                                                                    |
| グラシェラ・スサーナ      | 髪                                     | シングル「さよならの鐘」                                       | 1978 | 中島みゆき                     | 中島みゆき            | アルバム『おかえりなさい』                                                                |
| 小柳ルミ子                | 雨…                                    | シングル「雨…」                                                | 1978 | 中島みゆき                     | 中島みゆき            | アルバム『おかえりなさい』                                                                |
| 根津甚八                  | ピエロ                                 | シングル「ピエロ」                                             | 1979 | 中島みゆき                     | 中島みゆき            | シングル「りばいばる」B面                                                                 |
| 増田けい子                | すずめ                                 | シングル「すずめ」                                             | 1981 | 中島みゆき                     | 中島みゆき            | アルバム『御色なおし』                                                                    |
| 古手川祐子                | 煙草                                   | シングル「煙草」                                               | 1981 | 中島みゆき                     | 中島みゆき            | アルバム『御色なおし』                                                                    |
| 郷ひろみ                  | 美貌の都                               | シングル「美貌の都」                                           | 1983 | 中島みゆき                     | 筒美京平              | アルバム『御色なおし』                                                                    |
| 郷ひろみ                  | SCENE21・祭り街                        | シングル「美貌の都」                                           | 1983 | 中島みゆき                     | 筒美京平              |                                                                                           |
| 郷ひろみ                  | 比呂魅卿の犯罪                         | アルバム『比呂魅卿の犯罪』                                     | 1983 | 中島みゆき                     | 坂本龍一              |                                                                                           |
| 柏原芳恵                  | 春なのに                               | シングル「春なのに」                                           | 1983 | 中島みゆき                     | 中島みゆき            | アルバム『回帰熱』                                                                        |
| 柏原芳恵                  | カム・フラージュ                       | シングル「カム・フラージュ」                                   | 1983 | 中島みゆき                     | 中島みゆき            | アルバム『御色なおし』                                                                    |
| 柏原芳恵                  | 最愛                                   | シングル「最愛」                                               | 1984 | 中島みゆき                     | 中島みゆき            | アルバム『御色なおし』                                                                    |
| 柏原芳恵                  | ロンリー・カナリア                     | シングル「ロンリー・カナリア」                                 | 1985 | 中島みゆき                     | 中島みゆき            | アルバム『回帰熱』                                                                        |
| 松坂慶子                  | 海と宝石                               | シングル「海と宝石」                                           | 1983 | 中島みゆき                     | 中島みゆき            | シングル「ひとり」B面 アルバム『御色なおし』                                              |
| 三田寛子                  | 少年たちのように                       | シングル「少年たちのように」                                   | 1986 | 中島みゆき                     | 中島みゆき            | コンサートツアー『中島みゆきコンサート「五番目の季節」』                                  |
| 三田寛子                  | 愛される花 愛されぬ花                  | シングル「少年たちのように」                                   | 1986 | 中島みゆき                     | 中島みゆき            | アルバム『おとぎばなし-Fairy Ring-』                                                      |
| 松本典子                  | 儀式(セレモニー)                       | シングル「儀式(セレモニー)」                                   | 1986 | 中島みゆき                     | 中島みゆき            | アルバム『回帰熱』                                                                        |
| 前川清                    | 涙                                     | シングル「涙」                                                 | 1988 | 中島みゆき                     | 中島みゆき            | シングル「涙 -Made in tears-」                                                            |
| 田中一郎 and 甲斐よしひろ | あり、か                               | シングル「あり、か」                                           | 1988 | 中島みゆき                     | 中島みゆき            | アルバム『回帰熱』                                                                        |
| 薬師丸ひろ子              | 空港日誌                               | アルバム『星紀行』                                             | 1987 | 中島みゆき                     | 中島みゆき            | シングル「涙-Made in tears-」B面                                                          |
| 薬師丸ひろ子              | 未完成                                 | アルバム『星紀行』                                             | 1987 | 中島みゆき                     | 中島みゆき            | アルバム『回帰熱』                                                                        |
| 薬師丸ひろ子              | おとぎばなし                           | アルバム『Sincerely Yours』                                    | 1988 | 中島みゆき                     | 中島みゆき            | アルバム『おとぎばなし-Fairy Ring-』                                                      |
| 長山洋子                  | 肩幅の未来                             | シングル「肩幅の未来」                                         | 1989 | 中島みゆき                     | 筒美京平              | アルバム『回帰熱』                                                                        |
| 長山洋子                  | な・ま・い・き                         | シングル「肩幅の未来」                                         | 1989 | 中島みゆき                     | 筒美京平              |                                                                                           |
| 工藤静香                  | FU-JI-TSU                              | シングル「FU-JI-TSU」                                          | 1988 | 中島みゆき                     | 後藤次利              | コンサートツアー『中島みゆき 1989 CONCERT「野ウサギのように」』                           |
| 工藤静香                  | 証拠をみせて                           | アルバム『静香』                                               | 1988 | 中島みゆき                     | 後藤次利              |                                                                                           |
| 工藤静香                  | さよならの逆説                         | アルバム『静香』                                               | 1988 | 中島みゆき                     | 後藤次利              |                                                                                           |
| 工藤静香                  | ブリリアント・ホワイト                 | アルバム『静香』                                               | 1988 | 中島みゆき                     | 後藤次利              |                                                                                           |
| 工藤静香                  | 裸爪のライオン                         | アルバム『静香』                                               | 1988 | 中島みゆき                     | 後藤次利              | アルバム『おとぎばなし-Fairy Ring-』                                                      |
| 工藤静香                  | MUGO・ん…色っぽい                      | シングル「MUGO・ん…色っぽい」                                  | 1988 | 中島みゆき                     | 後藤次利              |                                                                                           |
| 工藤静香                  | 群衆                                   | シングル「MUGO・ん…色っぽい」                                  | 1988 | 中島みゆき                     | 後藤次利              | アルバム『回帰熱』                                                                        |
| 工藤静香                  | 黄砂に吹かれて                         | シングル「黄砂に吹かれて」                                     | 1989 | 中島みゆき                     | 後藤次利              | アルバム『回帰熱』                                                                        |
| 工藤静香                  | 秋子                                   | シングル「黄砂に吹かれて」                                     | 1989 | 中島みゆき                     | 後藤次利              |                                                                                           |
| 工藤静香                  | 私について                             | シングル「私について」                                         | 1990 | 中島みゆき                     | 後藤次利              | コンサートツアー『中島みゆきCONCERT「カーニヴァル1992」』                                 |
| 工藤静香                  | TEL・・ME                              | シングル「私について」                                         | 1990 | 中島みゆき                     | 後藤次利              |                                                                                           |
| 工藤静香                  | つぎはぎのポートレート                 | アルバム『mind Universe』                                      | 1991 | 中島みゆき                     | 後藤次利              |                                                                                           |
| 工藤静香                  | Embrace                                | アルバム『mind Universe』                                      | 1991 | 中島みゆき                     | 後藤次利              |                                                                                           |
| 工藤静香                  | 慟哭                                   | シングル「慟哭」                                               | 1993 | 中島みゆき                     | 後藤次利              | アルバム『時代-Time goes around-』                                                        |
| 工藤静香                  | コール                                 | シングル「慟哭」                                               | 1993 | 中島みゆき                     | 後藤次利              |                                                                                           |
| 工藤静香                  | 他人の街                               | アルバム『Rise me』                                            | 1993 | 中島みゆき                     | 後藤次利              |                                                                                           |
| 工藤静香                  | そのあとは雨の中                       | アルバム『Rise me』                                            | 1993 | 中島みゆき                     | 後藤次利              |                                                                                           |
| 工藤静香                  | 激情                                   | シングル「激情」                                               | 1996 | 中島みゆき                     | 中島みゆき            | コンサートツアー『中島みゆきCONCERT TOUR '97「パラダイス・カフェ」』                      |
| 工藤静香                  | 雪・月・花                             | シングル「雪・月・花」                                         | 1998 | 中島みゆき                     | 中島みゆき            | アルバム『おとぎばなし-Fairy Ring-』                                                      |
| 工藤静香                  | Clāvis -鍵-                            | シングル「Clāvis -鍵-」                                        | 2006 | 中島みゆき                     | 中島みゆき            | アルバム『ララバイSINGER』                                                                |
| 工藤静香                  | NIGHT WING                             | シングル「NIGHT WING/雪傘」                                    | 2008 | 中島みゆき                     | 中島みゆき            | コンサートツアー『中島みゆき 縁会2012〜3』 『中島みゆき「縁会」2012〜3 -LIVE SELECTION-』 |
| 工藤静香                  | 雪傘                                   | シングル「NIGHT WING/雪傘」                                    | 2008 | 中島みゆき                     | 中島みゆき            | アルバム『真夜中の動物園』                                                                |
| 工藤静香                  | 単・純・愛 vs 本当の嘘                 | アルバム『My Treasure Best -中島みゆき×後藤次利コレクション-』 | 2015 | 中島みゆき                     | 後藤次利              |                                                                                           |
| 工藤静香                  | 島より                                 | 配信限定シングル『島より』                                     | 2021 | 中島みゆき                     | 中島みゆき            | アルバム『世界が違って見える日』                                                          |
| 工藤静香                  | 海燕                                   | 配信限定シングル『海燕』                                       | 2025 | 中島みゆき                     | 中島みゆき            |                                                                                           |
| 佐田玲子                  | くらやみ乙女                           | シングル「くらやみ乙女」                                       | 1989 | 中島みゆき                     | 中島みゆき            | アルバム『回帰熱』                                                                        |
| 坪倉唯子                  | 365の夜と昼                            | アルバム『Loving You』                                         | 1990 | 中島みゆき                     | 寺尾広                |                                                                                           |
| 森山良子                  | 花束を私のために                       | アルバム『今、思い出してみて』                                 | 1992 | 中島みゆき                     | 倉田信雄              |                                                                                           |
| 吉田日出子                | あどけない話                           | シングル「あどけない話」                                       | 1992 | 中島みゆき                     | 中島みゆき            | アルバム『時代-Time goes around-』                                                        |
| 中江有里                  | 風の姿                                 | シングル「風の姿」                                             | 1992 |                                | 中島みゆき            | アルバム『時代-Time goes around-』                                                        |
| パトリシア・カース        | Juste une chanson （原題：かもめの歌） | アルバム『永遠に愛する人へ (je te dis vous)』                  | 1993 | 中島みゆき Joelle Kopf（訳詞） | 中島みゆき            | アルバム『時代-Time goes around-』                                                        |
| 雪村いづみ                | 夢見る勇気(ちから)                     | アルバム『I'm a Singer』                                       | 1993 | 中島みゆき                     | 中島みゆき            | アルバム『時代-Time goes around-』                                                        |
| 西田ひかる                | きっと愛がある                         | シングル「きっと愛がある」                                     | 1994 | 中島みゆき                     | 朝倉紀幸              |                                                                                           |
| 高倉健 & 裕木奈江         | あの人に似ている                       | シングル「あの人に似ている」                                   | 1994 | さだまさし 中島みゆき          | さだまさし 中島みゆき | アルバム『おとぎばなし-Fairy Ring-』                                                      |
| 吉田拓郎                  | 永遠の嘘をついてくれ                   | アルバム『Long time no see』                                   | 1994 | 中島みゆき                     | 中島みゆき            | アルバム『パラダイス・カフェ』                                                            |
| 小林幸子                  | 幸せ                                   | シングル「幸せ」                                               | 1997 | 中島みゆき                     | 中島みゆき            | シングル「愛情物語」c/w曲                                                                 |
| 石嶺聡子                  | You don't know                         | シングル「You don't know」                                     | 1997 | 中島みゆき                     | 中島みゆき            | アルバム『わたしの子供になりなさい』                                                      |
| フェイ・ウォン            | 人間                                   | アルバム『王菲 (Faye Wong)』                                   | 1997 | 林夕                           | 中島みゆき            | アルバム『わたしの子供になりなさい』                                                      |
| 竹中直人                  | 紅灯の海                               | アルバム『Siesta?』                                            | 1997 | 中島みゆき                     | 中島みゆき            | アルバム『わたしの子供になりなさい』                                                      |
| Non                       | 握手                                   | シングル「握手」                                               | 2000 | 中島みゆき                     | Non                   |                                                                                           |
| 由紀さおり & 安田祥子     | 帰省                                   | アルバム『歌・うた・唄 Vol.5/あしたの想い出』                  | 2000 | 中島みゆき                     | 中島みゆき            | アルバム『短篇集』                                                                        |
| 柴咲コウ                  | 思い出だけではつらすぎる               | シングル「思い出だけではつらすぎる」                           | 2003 | 中島みゆき                     | 中島みゆき            | アルバム『恋文』                                                                          |
| 岩崎宏美                  | ただ・愛のためにだけ                   | シングル「ただ・愛のためにだけ」                               | 2005 | 中島みゆき                     | 中島みゆき            | アルバム『ララバイSINGER』                                                                |
| 華原朋美                  | あのさよならにさよならを               | シングル「あのさよならにさよならを」                           | 2006 | 中島みゆき                     | 中島みゆき            | アルバム『ララバイSINGER』                                                                |
| TOKIO                     | 宙船（そらふね）                       | シングル「宙船/do! do! do!」                                   | 2006 | 中島みゆき                     | 中島みゆき            | アルバム『ララバイSINGER』                                                                |
| TOKIO                     | 本日、未熟者                           | シングル「本日、未熟者/Over Drive」                            | 2007 | 中島みゆき                     | 中島みゆき            | アルバム『I Love You, 答えてくれ』                                                        |
| クミコ                    | 十年                                   | アルバム『十年〜70年代の歌たち〜』                             | 2007 | 中島みゆき                     | 中島みゆき            | アルバム『世界が違って見える日』                                                          |
| 谷山浩子                  | 雪虫 Whisper                           | アルバム『フィンランドはどこですか?』                          | 2007 | 中島みゆき                     | 谷山浩子              |                                                                                           |
| YOKO                      | 闘りゃんせ                             | シングル「闘りゃんせ」                                         | 2008 | 中島みゆき                     | 中島みゆき            | シングル「愛だけを残せ」c/w曲                                                             |
| 吉川晃司                  | NOW                                    | 配信限定                                                       | 2008 | 中島みゆき                     | 中島みゆき            | アルバム『DRAMA!』                                                                        |
| 吉川晃司                  | 掌                                     | 配信限定                                                       | 2008 | 中島みゆき                     | 中島みゆき            | アルバム『DRAMA!』                                                                        |
| 吉川晃司                  | 子どもの宝                             | 配信限定                                                       | 2008 | 中島みゆき                     | 中島みゆき            | アルバム『DRAMA!』                                                                        |
| 中島美嘉                  | 愛詞（あいことば）                     | シングル「愛詞」                                               | 2013 | 中島みゆき                     | 中島みゆき            | アルバム『問題集』                                                                        |
| 織田哲郎                  | Winter Song                            | アルバム『W FACE』                                             | 2013 | 中島みゆき                     | 織田哲郎              |                                                                                           |
| ももいろクローバーZ       | 泣いてもいいんだよ                     | シングル「泣いてもいいんだよ」                                 | 2014 | 中島みゆき                     | 中島みゆき            | シングル「麦の唄」c/w曲                                                                   |
| 平原綾香                  | アリア 〜Air〜                         | アルバム『LOVE』                                               | 2016 | 中島みゆき                     | 中島みゆき            | アルバム『相聞』                                                                          |

## 主な書籍・出版物

### 著書
| 発売日         | タイトル                                                                 | 出版社                   | ISBN                  |
| -------------- | ------------------------------------------------------------------------ | ------------------------ | --------------------- |
| 1982年11月25日 | 愛が好きです                                                             | 新潮文庫                 | ISBN 978-4101283012   |
| 1984年2月5日   | 伝われ、愛 -月曜のスタジオから-                                          | 新潮社                   | ISBN 978-4103511014   |
| 1985年4月25日  | 伝われ、愛 -月曜のスタジオから-                                          | 新潮文庫                 | ISBN 978-4101283029   |
| 1986年9月10日  | 女歌                                                                     | 新潮社                   | ISBN 978-4103511021   |
| 1986年12月5日  | 中島みゆき全歌集                                                         | 朝日新聞社               | ISBN 978-4022556196   |
| 1987年4月30日  | 中島みゆき「歌暦」写真集                                                 | 財団法人ヤマハ音楽振興会 | ISBN 978-4636166682   |
| 1987年5月29日  | LOVE                                                                     | ニッポン放送出版/扶桑社  | ISBN 978-4893531360   |
| 1987年9月10日  | 片想い                                                                   | 新潮文庫                 | ISBN 978-4101283043   |
| 1988年5月5日   | 泣かないで・女歌                                                         | 新潮社                   | ISBN 978-4103511038   |
| 1988年7月15日  | 女歌                                                                     | 新潮文庫                 | ISBN 978-4101283050   |
| 1990年5月15日  | 中島みゆき全歌集                                                         | 朝日文庫                 | ISBN 978-4022605986   |
| 1990年7月15日  | 泣かないで・女歌                                                         | 新潮文庫                 | ISBN 978-4101283067   |
| 1991年7月15日  | この空を飛べたら                                                         | 新潮社                   | ISBN 978-4103511045   |
| 1992年11月10日 | 夜会Vol.3 KAN TAN                                                        | 角川書店                 | ISBN 978-4048833226   |
| 1993年10月25日 | 愛が好きですII                                                           | 新潮文庫                 | ISBN 978-4101283074   |
| 1993年11月14日 | 夜会Vol.4 金環蝕                                                         | 角川書店                 | ISBN 978-4048833493   |
| 1994年7月20日  | ジャパニーズ・スマイル                                                   | 新潮社                   | ISBN 978-4103511052   |
| 1994年11月30日 | 夜会Vol.5 花のいろはうつりにけりないたづらにわが身世にふるながめせし間に | 角川書店                 | ISBN 978-4048833936   |
| 1995年3月1日   | この空を飛べたら                                                         | 新潮文庫                 | ISBN 978-4101283081   |
| 1995年11月30日 | シャングリラ                                                             | 角川書店                 | ISBN 978-4048834292   |
| 1995年12月1日  | 中島みゆき お時間拝借                                                    | TOKYO FM出版             | ISBN 978-4924880566   |
| 1996年12月6日  | 2/2                                                                      | 幻冬舎                   | ISBN 978-4877281380   |
| 1997年4月25日  | 邯鄲 夜会1991                                                            | 幻冬舎                   | ISBN 978-4877284312   |
| 1997年4月25日  | 金環蝕 夜会1992                                                          | 幻冬舎                   | ISBN 978-4877284329   |
| 1997年11月1日  | ジャパニーズ・スマイル                                                   | 新潮文庫                 | ISBN 978-4101283098   |
| 1997年12月20日 | 問う女                                                                   | 幻冬舎                   | ISBN 978-4877282004   |
| 1997年12月25日 | 花のいろはうつりにけりな 夜会1993                                        | 幻冬舎                   | ISBN 978-4877285425   |
| 1998年3月24日  | 中島みゆき全歌集II 1987〜1998                                            | 朝日新聞社               | ISBN 978-4022572431   |
| 1999年8月25日  | 2/2（文庫）                                                              | 幻冬舎                   | ISBN 978-4877287719   |
| 1999年12月10日 | 海嘯                                                                     | 幻冬舎                   | ISBN 978-4877283407   |
| 2001年1月15日  | ウィンター・ガーデン                                                     | 幻冬舎                   | ISBN 978-4344000728   |
| 2002年6月1日   | もっぷでやんす                                                           | 小学館                   | ISBN 978-4094190250   |
| 2003年12月30日 | 中島みゆき最新歌集 1987〜2003                                            | 朝日新聞社               | ISBN 978-4022614117   |
| 2005年6月1日   | 時代                                                                     | サンマーク出版           | ISBN 978-4763196224   |
| 2015年11月6日  | 中島みゆき全歌集1975-1986                                                | 朝日文庫                 | ISBN 978-4022618412   |
| 2015年11月6日  | 中島みゆき全歌集1987-2003                                                | 朝日文庫                 | ISBN 978-4022618429   |
| 2015年11月6日  | 中島みゆき全歌集2004-2015                                                | 朝日文庫                 | ISBN 978-4022513328   |
| 2020年10月1日  | 中島みゆき第二詩集 四十行のひとりごと                                    | 天理教道友社             | ISBN 978-4807306367   |
| 2022年4月15日  | にほんの詩集 中島みゆき詩集                                              | 角川春樹事務所           | ISBN 978-4-75841399-2 |

### データブック
| 発売日         | タイトル                                                                 | 出版社                                             | ISBN                |
| -------------- | ------------------------------------------------------------------------ | -------------------------------------------------- | ------------------- |
| 1998年12月10日 | 地球音楽ライブラリー 中島みゆき                                          | TOKYO FM出版                                       | ISBN 978-4887450295 |
| 2006年11月17日 | 地球音楽ライブラリー 中島みゆき                                          | TOKYO FM出版                                       | ISBN 978-4887451742 |
| 2013年5月23日  | アーティストファイル 中島みゆき オフィシャル・データブック               | ヤマハミュージックパブリッシング                   | ISBN 978-4636896848 |
| 2020年1月20日  | アーティストファイル 中島みゆき オフィシャル・データブック[2020年改訂版] | ヤマハミュージックエンタテイメントホールディングス | ISBN 978-4636972009 |

## 出演

### ラジオパーソナリティ
- NHK80周年・ラジオ深夜便15周年記念スペシャル・シンガーソングライターの時代（NHKラジオ第1、2005年3月21日）
- ジョイフルポップ「サウンド・アラカルト」（NHK-FM 金曜 1989年 - 1990年）
  - 本人は「フル金（ジョイフルポップ金曜日）」と呼んでいた。
- ミュージックスクエア（NHK-FM 金曜 1990年 - 1994年）
- 中島みゆきのラジオ昼間便（NHK-FM、2009年12月5日）
- ヤマハ・フォークイン（TBSラジオ、1976年4月10日 - 1978年3月26日）
- 中島みゆきのオールナイトニッポン（ニッポン放送 月曜1部 1979年4月2日 - 1987年3月30日、1991年10月14日、2006年12月15日、2013年2月23日）[2]
- 中島みゆき ほのぼのしちゃうのね（2003年、2004年）（ニッポン放送 月曜-金曜10:00 - 10:10 → 10:30 - 10:40）
- 中島みゆきのオールナイトニッポン月イチ（2013年4月15日 - 2018年9月17日 月1回放送）
- 電撃わいどウルトラ放送局（ラジオ関東、1977年）
- CRミュージックスペース558 ギャルギャルコーベ（ラジオ関西、1978年）
- MBSミュージックマガジン（毎日放送、1978年10月6日 - 1979年4月6日、1979年10月12日 - 1980年3月21日、1980年10月17日 - 1981年3月27日、1982年2月12日 - 同年4月2日）
- 中島みゆき お時間拝借（1994年4月 - 1997年9月）（TOKYO-FM系 土曜23:00 → 日曜23:00）

### テレビドラマ
- 明日の刑事（TBS、1977年12月7日）
  - 初のドラマ出演で、第10話に出演した。
- 親愛なる者へ（フジテレビ、1992年7月9日・9月17日）- 南雲律子 役、第2話・最終話。
- 東京全力少女（日本テレビ、2012年10月10日）- 清掃員 本人 役、第1話。
- やすらぎの郷（テレビ朝日、2017年6月29日・7月7日・8月22日）- 車椅子を押す入居者 役[注 49]、第64・70・102話。
- 永遠のニㇱパ 〜北海道と名付けた男 松浦武四郎〜（2019年7月15日、NHK総合） - 語り[54]

### 映画
- 妖精フローレンス（1985年） - ムジカ 役（声の出演）
- 東京日和（1997年） - バーのママ 役
- サヨナラCOLOR（2005年） - 巌岳 役
- ガラスの使徒（2005年）
- 間宮兄弟（2006年） - 間宮順子 役

### その他のテレビ番組
- 鶴瓶のミッドナイトトレイン（関西テレビ、1980年7月27日）
- 中島みゆき3Days-もっとみゆきと深い仲『第一夜、第二夜、第三夜』（NHK BS2、1994年1月10日 - 1月12日）
- 中島みゆき『夜会の冒険』（NHK BS2、1999年12月7日）
- プロジェクトX〜挑戦者たち〜（NHK総合、2005年12月28日）
- オール中島みゆきナイト（NHK BSプレミアム 2013年11月3日）
- 輝き続ける中島みゆき（2021年3月7日、BSフジ）[55]

### CM
- 麒麟麦酒「キリンプレミアムビール」（1991年）
- 大関「ワンカップ大関」（1997年）
  - 田村正和と共演。
- 郵政省「年賀はがき」（1993年 - 2000年）
- 郵政省「かもめーる」（1994年、1995年）
- サッポロビール「北海道 生搾り」（2005年）[56]
  - 桜井秀俊（真心ブラザーズ）と共演。
- 富士フイルム ヘルスケアラボラトリー「アスタリフト」（2008年 - 2010年）
  - 二種類のCMがあり、「偶然の出会い」という題名で、中島みゆき編、松田聖子編があり、松田聖子編では中島みゆきの「時代」を、中島みゆき編では「渚のバルコニー」をBGMとして流れていた。特設ホームページでは、メイキングムービーが公開されている。
- FUJIFILM「お正月を写そう♪ 『アスタリフト』篇」（2009年）[57]
- FUJIFILM「フジカラーポストカード」（2010年）[58]
- FUJIFILM「お正月を写そう♪ 2011」（2010年）[59]
- サントリーフーズ「BOSS 宇宙人ジョーンズ・禁じられた惑星 篇」（2022年）[60]

### NHK紅白歌合戦出場歴
| 年度   | 放送回 | 回 | 曲目     | 出演順 | 対戦相手 | 備考      |
| ------ | ------ | -- | -------- | ------ | -------- | --------- |
| 2002年 | 第53回 | 初 | 地上の星 | 23/27  | 谷村新司 | [ 注 50 ] |
| 2014年 | 第65回 | 2  | 麦の唄   | 22/23  | 美輪明宏 | トリ前    |

注
- 出演順は「（出演順）/（出場者数）」で表す。

## 関連人物
- 吉田拓郎 - デビュー前、中島は拓郎の追っかけをやっており、拓郎の楽屋にも出入りするほど、周囲では有名なファンであった。拓郎は、中島の「ファイト!」を気に入っており、よくコンサートで歌っている。中島は拓郎のことを「よた」と呼んでいた。2006年9月23日に行われた「吉田拓郎&かぐや姫コンサートinつま恋2006」にゲスト出演し、提供曲「永遠の嘘をついてくれ」で共演した。この模様はNHK BShiで生放送され、同コンサートのDVD『Forever Young Concert in つま恋 2006』に収録されている。ゲスト出演すると、コンサートを全部見ることができると思っていたが、ゲスト出演が極秘であったため、ある部屋に出演時間まで、缶詰され目隠しの車に乗せられてコンサート会場に行き、リハーサル無しで、出演し歌を歌い終わったら、そのまま東京へ護送された（本人曰く）ということだった。
- 松山千春 - ともに札幌テレビ放送 （STV）のディレクターだった竹田健二（1977年、37歳で急逝）に恩義があり、北海道出身同士の友人。髪が薄いのをからかって中島が「まさしと千春のコンサートには、ワカメの花束を持って行こう!」と言ったことも（さだまさし談…さだ・松山・中島の三人で食事をした際に、松山が薄毛対策のためにわかめスープを飲んだのに、さだが付き合う形で二人で飲んだ。その時「みゆきがそばでジィーッと見てて」[61]）
- さだまさし - 「あの人に似ている」を共作。古くからの仲であり、お互いに「みゆき」「まさし」と呼ぶ間柄。二人でレコーディングした際のインタヴューではお互いに「ファンだ」と言い合っていた。このデュエットの実現は中島の要請によるものである。さだは、2006年元日に放送された自身司会のNHK『新春いきなり生放送!!「年の初めはさだまさし」』で、『プロジェクトX』の後継番組『プロフェッショナル 仕事の流儀』の番宣に登場したNHKスタッフに、「この番組には中島みゆきさんの歌はないんですか?」と質問していた。2011年1月1日放送の『年の初めはさだまさし』で中島が『今夜も生でさだまさし』の視聴者であることが紹介されたが、その際さだは、中島と2010年末に名古屋で会った時にさだが「『今夜も生で中島みゆき』やればいいのに。みゆきなら出来る」（中島が「TOUR2010」で観客からのお便りを読むコーナーをやっていることから）と言ったところ中島が「白板の前のライトはきつい」と答えた、というエピソードを紹介した。さだの妹・佐田玲子のデビュー曲は、中島が書いている。なお、さだは中島の表現力と感受性を大いに称賛しており、中島の作品を「良質な流行歌」と評す。
- 瀬尾一三 - 『グッバイガール』以来、ずっと中島のアレンジャー、プロデューサーを務めている。
- 後藤次利 - 一時期編曲・ベース演奏で中島と多く組んだ。
- 斎藤ノヴ
- 杉本和世
- 甲斐よしひろ - 『36.5℃』でプロデューサー、『中島みゆき』でコンポーザーとして組んだ。1986年6月29日黒澤フィルム・スタジオでの甲斐バンドのスペシャル・ラスト・ライヴにゲスト出演し、甲斐バンドの「港からやってきた女」を共演した。この模様は甲斐バンドのDVD『HERE WE COME THE 4 SOUNDS』、CD『シークレット・ギグ』に収録されている。
- 桜田淳子 - 中島みゆきの提供した曲は息継ぎがしづらく、こめかみに青筋を立てて歌っていたと、中島自身がラジオで語っていた。
- 柏原芳恵 - 柏原のレコーディングは、どの提供曲も毎回、中島が立ち会ったという。そのレコーディングで中島は「芳恵ちゃんって歌うまかったのね」と語った。
- 研ナオコ・谷山浩子・工藤静香・中村中 - 自他共に認め合う年来の大親友たち。谷山は前述通りポプコン時代からの戦友的存在、研・工藤は前述の柏原同様楽曲提供を受け、自身の音楽にも影響を受けた弟子的存在でもある。
- 筒美京平 - 郷ひろみの楽曲『美貌の都』でタッグを組み、中島みゆきの楽曲『兆しのシーズン』でもタッグを組んだ。
- 所ジョージ - 「オールナイトニッポン」のパーソナリティ同士として知り合い、時々各々の曜日に行き来した。所の思いつきで、ゲームに負けたら所のシングル『寿司屋』に因んだ『蕎麦屋』という曲を作って歌え、と言われた中島はそのゲームに負け、本当に『蕎麦屋』なる曲を歌うこととなった。
- 笑福亭鶴瓶 - 中島が大阪で「ミュージックマガジン」（MBSラジオ）のパーソナリティを担当していたこと、またその構成担当であった寺崎要が鶴瓶の「MBSヤングタウン」の構成も担当していたことから引き合わされ、それ以来の交友がある。特筆すべきは、1978年4月の音楽番組出演を最後に、以後1991年のCM出演まで13年の長きに亘り、テレビ出演から意識的に遠ざかっていた中島が、唯一「鶴瓶のミッドナイトトレイン」（関西テレビ、1980年）にゲスト出演していることである。鶴瓶も自身のラジオ番組で中島について語ったり、「夜会」に度々訪れていることを「鶴瓶上岡パペポTV」（讀賣テレビ放送）にて話題にしたりしている。
- 明石家さんま - 1984年6月、聴取率調査週間のため『中島みゆきのオールナイトニッポン』に出演。肝心の中島みゆきは、TVで『オレたちひょうきん族』を見たことがないだけでなく、明石家さんまの存在自体を知らなかった。当然、話は噛み合わずさんまが「『8時だョ!全員集合』って観たことあります?」 みゆき「昔…」 さんま「その裏番組で『ひょうきん族』っていう番組をしてます……」という会話があった。
- 槇原敬之 - カバーアルバムで「空と君のあいだに」「ファイト!」をカバー。『お時間拝借』にゲスト出演したこともある。
- 桜井和寿 - 自身と小林武史が中心のバンドBank Bandで「僕たちの将来」「糸」をカバー
- 田村仁 - 写真家。中島の『みんな去ってしまった』から現在までのアルバムジャケット写真をはじめ、世に出回る中島の写真のほとんどの撮影は田村によるものである。
- うえやなぎまさひこ（上柳昌彦） - かつて中島が『オールナイトニッポン』の月曜1部放送後の、2部パーソナリティーがうえやなぎであったことから懇意となり、2003年-2004年、『うえやなぎまさひこのサプライズ!』内で『中島みゆき ほのぼのしちゃうのね』がベルト番組として放送されていた。メインパーソナリティーである、うえやなぎに「おーやさーん!」（大家さーん!）と、中島独特の抑揚で叫んで回覧板を持ってくる…という設定のオープニングだった。2006年12月15日には『オールナイトニッポン』40周年を記念し、一夜限りの復活をした『中島みゆきのオールナイトニッポン』では、アシスタントとして登場した。
- 竹中直人 「紅灯の海」の提供を受けた。また、竹中が監督した映画「東京日和」「サヨナラCOLOR」には中島みゆきが出演し、主演の竹中との共演シーンがある。
- 安達祐実 - 安達主演のテレビドラマ『家なき子』、『家なき子2』（1994年-1995年 日本テレビ）主題歌で大ヒットとなる。
- 秋本治 - 『こちら葛飾区亀有公園前派出所』の初めの方には、中島みゆきに関連した書き込みが多く見られる。中島みゆきは『こちら葛飾区亀有公園前派出所』のコミックス11巻の後ろの紹介文も書いている。
- 山内亮史 - 『中島みゆきの社会学』著者、旭川大学学長。中島みゆきのファンであり、講義でも数多く中島みゆきについて解説している。
- 村上龍 - 『GORO』（1978年5月25日号）で対談。『女歌』の文庫版に解説「幸福という言葉に惑わされない女達」を寄稿。村上と坂本龍一がホストの鼎談集『EV.Cafe 超進化論』では吉本隆明と3人で中島の歌詞について語っている。小説『テニスボーイの憂鬱』では、会話の中で中島みゆきが話題になる箇所があり、登場人物の一人が、涙が出てきそうな歌の文句として「五才の頃」の歌詞に触れる台詞がある。
- 落合真司 - 中島に関わる書籍を多数書いている。
- 福山雅治 - 「ファイト!」をカバーする。2011年10月22日、福山とみゆきは福山雅治のオールナイトニッポンサタデースペシャル・魂のラジオで共演した。
- 高橋源一郎 - 『さようなら、ギャングたち』にて、ヒロインが「中島みゆきソング・ブック」と名付けられる。
- センチメンタル・シティ・ロマンス - アルバム『御色なおし』の一部の楽曲の編曲・レコーディングを担当。
- 呉智英 - 自身熱狂的ファンであることを公言し、中島の楽曲を「恋愛が近代的自我にとって最大の不条理になるという逆説」（「中島みゆきは中山みきである」）を歌うものとして高く評価する。
- 銀杏BOYZ - ドラム担当の元メンバー・村井守（現ケイマックスプロデューサー）はいとこに当たる。
- 杉原千畝 - 『SEMPO -日本のシンドラー 杉原千畝物語-』（新国立劇場、2008年・2013年）に、舞台作品としては初めて書き下ろしの楽曲を提供。